# Grecia durante la Primera Guerra Mundial

Mapa de los balcanes al estallar la guerra en 1914.

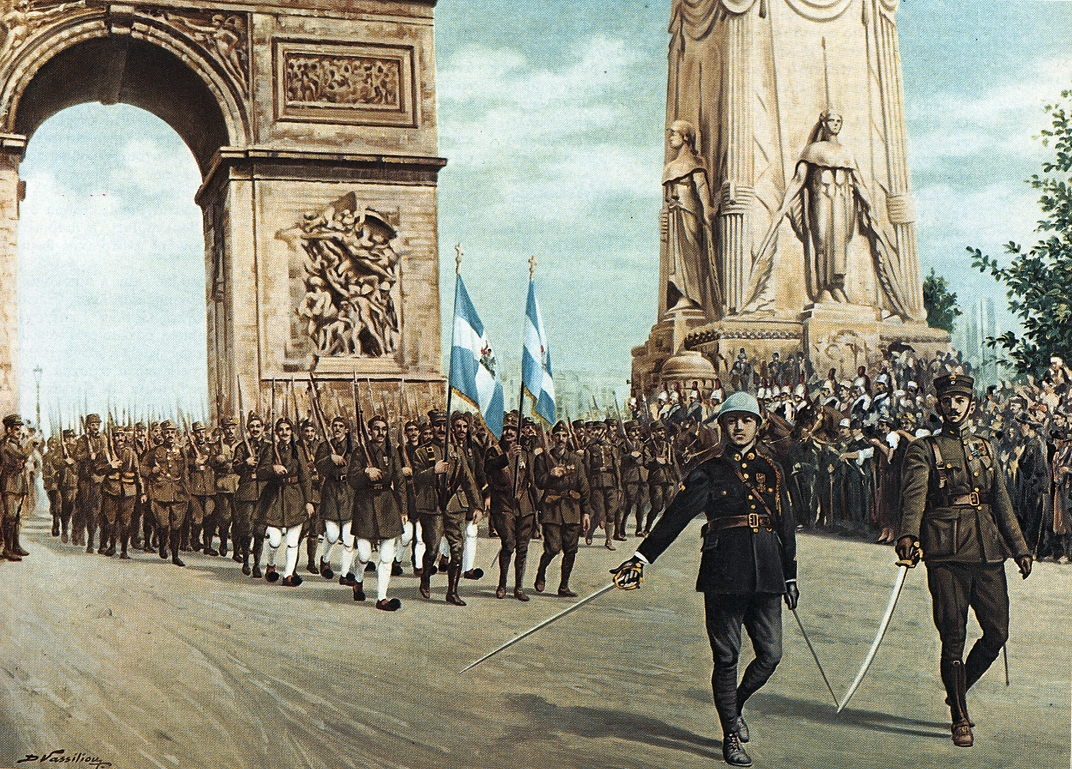
Formación militar griega desfilando bajo el Arco de Triunfo de París en el desfile de la victoria el 14 de julio de 1919.

Grecia durante la Primera Guerra Mundial sufrió grandes convulsiones políticas y económicas que marcaron el desarrollo del país durante el periodo de posguerra hasta la Segunda Guerra Mundial. 
Tras comenzar el conflicto como nación neutral, el país se vio arrastrado a la contienda por la presión de los combatientes, produciéndose una intensa fractura política entre los partidarios de la intervención en la guerra del lado de la Triple Entente, simbolizados por el primer ministro Eleftherios Venizelos, y los que defendían el mantenimiento de la neutralidad, en general favorables a los Imperios Centrales, que se agrupaban en torno al rey Constantino I de Grecia. Las diferencias entre ambas facciones crearon el llamado «cisma nacional» que caracterizó la política del país en el periodo de entreguerras.
Aunque el país era oficialmente neutral, en octubre de 1915 admitió tropas de la Entente, que desembarcaron en el norte del país para socorrer a Serbia. Aunque la operación fracasó y Serbia fue ocupada por los Imperios centrales, las divisiones aliadas no se retiraron del territorio griego, lo que originó una situación contradictoria dada la neutralidad griega. La situación política se fue complicando a lo largo de 1916 y a finales de ese año dos Gobiernos rivales se disputaban el poder: el fiel a Constantino en Atenas y el leal a Venizelos en Salónica. El conflicto marcó gran parte de la primera mitad del siglo XX en Grecia. La Entente se decidió por fin en noviembre a reconocer el Gobierno de Venizelos e intentar deshacerse de Constantino. El almirante francés Du Fournet desembarcó tres mil soldados el 1 de diciembre para ocupar ciertos puntos estratégicos sin esperar encontrar resistencia, pero los halló defendidos por los griegos. Se sucedieron los choques con las tropas de la Entente en la capital. Los Aliados impusieron el bloqueo del país el 8 de diciembre. Constantino se plegó a las exigencias aliadas y abdicó el 13 de junio de 1917. Venizelos tomó posesión de la Presidencia del Gobierno el 28 del mes y enseguida declaró la guerra a los Imperios Centrales. El bloqueo aliado que duró hasta la toma del poder por Venizelos empeoró intensamente la situación económica, que era desesperada cuando retomó el Gobierno de Atenas. La inflación cuadriplicó los precios entre 1914 y 1918.
El país seguía muy dividido políticamente pese a la reunificación oficial. Venizelos y sus partidarios pasaron a controlar la política nacional hasta noviembre de 1920, exiliando a sus principales adversarios. El régimen inconstitucional de Constantino dio paso a la dictadura efectiva de Venizelos. La entrada en la contienda no era popular y la movilización se encontró con el descontento de la población. Diversas dificultades retrasaron la formación de las nueve divisiones previstas, que no estuvieron listas hasta septiembre de 1918. La situación militar no cambió hasta entonces, cuando el jefe militar francés del sector logró romper las líneas enemigas.
Del Tratado de Sèvres con el Imperio otomano (10 de agosto de 1920) Grecia obtuvo las islas de Imbros y Tenedos, casi toda Tracia salvo Constantinopla y sus alrededores y el derecho a ocupar la región de Esmirna, con cerca de ochocientas mil personas de lengua griega. De estos territorios, solo logró conservar parte de Tracia. El Tratado de Lausana de 1923 sustituyó al de Sèvres. Se acordó un intercambio forzoso de poblaciones que hizo que alrededor de un millón trescientas mil personas pasasen a Grecia mientras que trescientos ochenta mil musulmanes marchaban a Turquía. El tratado marcó casi las fronteras definitivas del país (solo obtuvo luego el Dodecaneso, en 1947), que comenzó el período de entreguerras propiamente dicho en una grave situación social, con casi medio millón de refugiados —un quinto de la población nacional— en la miseria y todavía políticamente dividido entre venizelistas y antivenizelistas.

## Antecedentes
Asignado a Serbia.
     Asignado a Bulgaria.
     Asignado a Rumanía.
     Asignado a Montenegro.
     Asignado a Grecia.
Grecia había participado y salido victoriosa de las dos guerras balcánicas de 1912-1913 que casi le habían permitido doblar su territorio y población. Pero no lo había logrado por sí sola, sino de consuno con otros países de la región y al precio de granjearse la enemistad de dos de sus vecinos: el Imperio otomano y Bulgaria, dispuestos a despojarla de sus ganancias si tenían oportunidad. Como aliados contaba con Serbia y Rumanía, en los que podía confiar únicamente para defender el equilibrio de poder en los Balcanes —que tratarían de mantener por su propio interés—, pero no en caso de un conflicto con los otomanos. El enemigo común de griegos y serbios era Bulgaria: ni Grecia estaba dispuesta a embarcarse en una guerra contra Austria-Hungría en defensa de sus aliados serbios ni estos en un conflicto con los otomanos por Grecia. Los lazos que unían a Grecia y Rumanía eran más débiles incluso.
En cuanto a las grandes potencias, pese a las simpatías del primer ministro Eleftherios Venizelos por la Triple Entente, el país no gozaba de alianzas firmes con ninguna. El propio Venizelos había evitado ligarse a ninguna desde el estallido de la primera guerra balcánica y luego, cuando a principios de 1914 intentó rubricar una alianza con los británicos para reforzar la posición griega en el Mediterráneo oriental, fracasó. Sus planes de establecer un liga rumano-turco-griega en favor de la Entente tampoco dieron fruto. Por su parte el nuevo rey, que acababa de suceder a su padre en el trono griego, había tratado en vano de ligar al país a Alemania en el verano de 1913, reemplazar a Venizelos por otro ministro más favorable a los alemanes y sustituir la misión militar francesa destinada en Grecia por otra alemana. Las necesidades financieras griegas, que solo el capital francés podía satisfacer, frustraron los planes de Constantino. El Estado Mayor griego, sin embargo, compartía la inclinación del rey por Alemania.

## Periodo de neutralidad inestable

### Belicistas y neutrales
En el país surgieron dos fracciones enfrentadas aunque con un objetivo expansionista común. Mientras que los partidarios de entrar en la guerra mundial del lado de la Entente, dirigidos por Venizelos, creían que una alianza con esta permitiría a Grecia anexionarse los territorios con población de cultura griega, especialmente en Asia Menor, y enfrentarse junto con los Aliados a Bulgaria en Macedonia, los favorables a mantener la neutralidad —ante la imposibilidad de tomar partido abiertamente por los imperios—, partidarios de los Imperios Centrales y reunidos en torno a la familia real (la reina era hermana del káiser Guillermo II de Alemania), estaban convencidos de que la campaña militar sería un desastre y desconfiaban del apoyo de la Entente frente a búlgaros y otomanos. La actitud favorable a Alemania, opinaban, serviría para eliminar el peligro de un ataque búlgaro y moderaría la actitud del Gobierno de Estambul. Entre los defensores de esta postura se encontraban gran parte de los políticos que habían dominado la política nacional antes de la llegada de Venizelos en 1909. Cada uno de los grupos tenía al otro por falso e intrigante, lo que favoreció el ambiente de tensión y recelo entre ellos. La rivalidad entre Venizelos y el rey, sin embargo, no surgió debido a la guerra, sino que ya existía desde la ascensión al trono de este, en junio de 1913, debido al deseo de Constantino de aplicar una política muy diferente a la de aquel. Entonces Constantino había tratado de forjar una alianza con Alemania, a espaldas de Venizelos, proyecto que fracasó por la negativa de Alemania a la propuesta del monarca.
El Estado Mayor griego, fiel al monarca, se inclinaba hacia Alemania y sus aliados, tratando de debilitar la política del primer ministro favorable a la Entente. Uno de sus oficiales con más influencia en el monarca era Ioannis Metaxás. El rey también se inmiscuía en la política exterior del país, asegurando al káiser la neutralidad de Grecia incluso en el caso de una alianza germano-otomana, lo que llevó a los franceses a tratar de derrocar a Constantino por proalemán.

### Neutralidad inicial

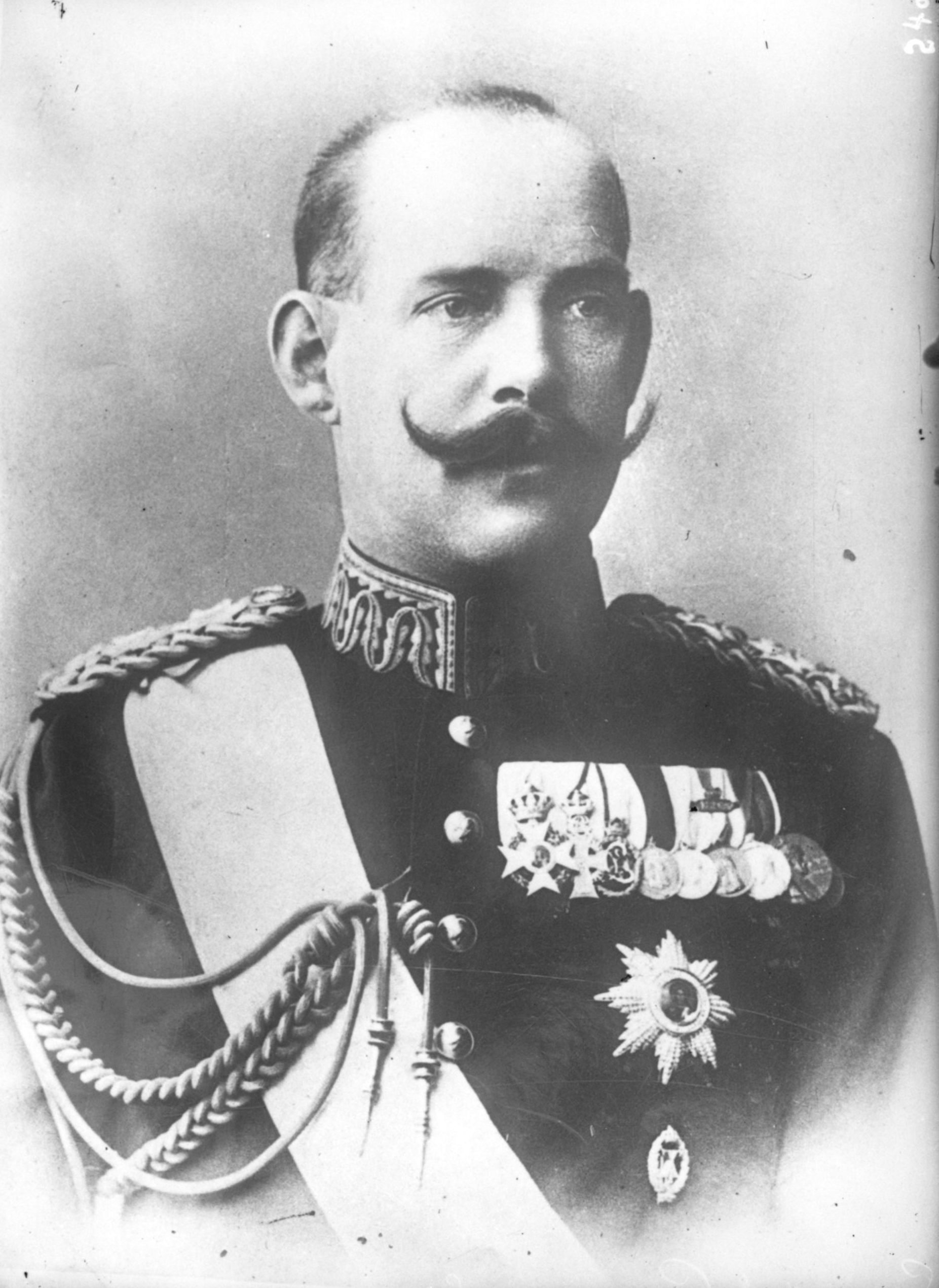
Constantino I de Grecia, partidario de los Imperios Centrales y casado con una hermana del káiser Guillermo II de Alemania, defendió la neutralidad de Grecia en la guerra ante la imposibilidad de unirse abiertamente a los mismos. La intervención de la Triple Entente primero y la derrota griega en la guerra contra Turquía después le privaron del trono. Murió en el exilio.

Como la mayoría de los Gobiernos europeos, el griego creyó en un principio que la crisis de julio se resolvería mediante la diplomacia y se evitaría la guerra. En consecuencia, el ultimátum austrohúngaro a Serbia del 23 de julio de 1914 lo sorprendió; de hecho, el primer ministro Venizelos no se hallaba entonces en el país, sino de camino a Bruselas para tratar con el gran visir otomano la cuestión de las islas del Egeo, que los dos países se disputaban. Venizelos intentó soslayar una posible petición serbia de ayuda en razón de la liga que unía a los dos países recomendando a los serbios que adoptasen una actitud conciliatoria con los austrohúngaros.
Grecia no entró en la contiendaen cuando finalmente estalló. Venizelos, primer ministro, y el rey Constantino acordaron mantener la neutralidad. La alianza de 1913 con Serbia obligaba a cada uno de los signatarios a acudir en auxilio del otro país en caso de agresión sin provocación, situación que, en opinión de los responsables políticos griegos, no podía aplicarse al conflicto austro-serbio. Los mandatarios griegos expresaron, sin embargo, su decisión de socorrer a Serbia en caso de ataque búlgaro. No obstante, no movilizaron los cuarenta mil soldados según lo dispuesto en la liga con Serbia, por temor a desencadenar una movilización general búlgara. Venizelos, en todo caso, rechazó de plano aliarse en ningún momento con los Imperios centrales, mientras que no descartó hacerlo más adelante con la Triple Entente, en especial si el conflicto austro-serbio se extendía y amenazaba el equilibrio de poder en los Balcanes. Al mismo tiempo, trató infructuosamente de forjar una alianza con el Imperio otomano y dirimir de una vez la disputa por las islas del Egeo; el Gobierno de Constantinopla se negó a tratar las dos cuestiones a la vez e, influido por Alemania, se fue decantando cada vez más por los Imperios Centrales.

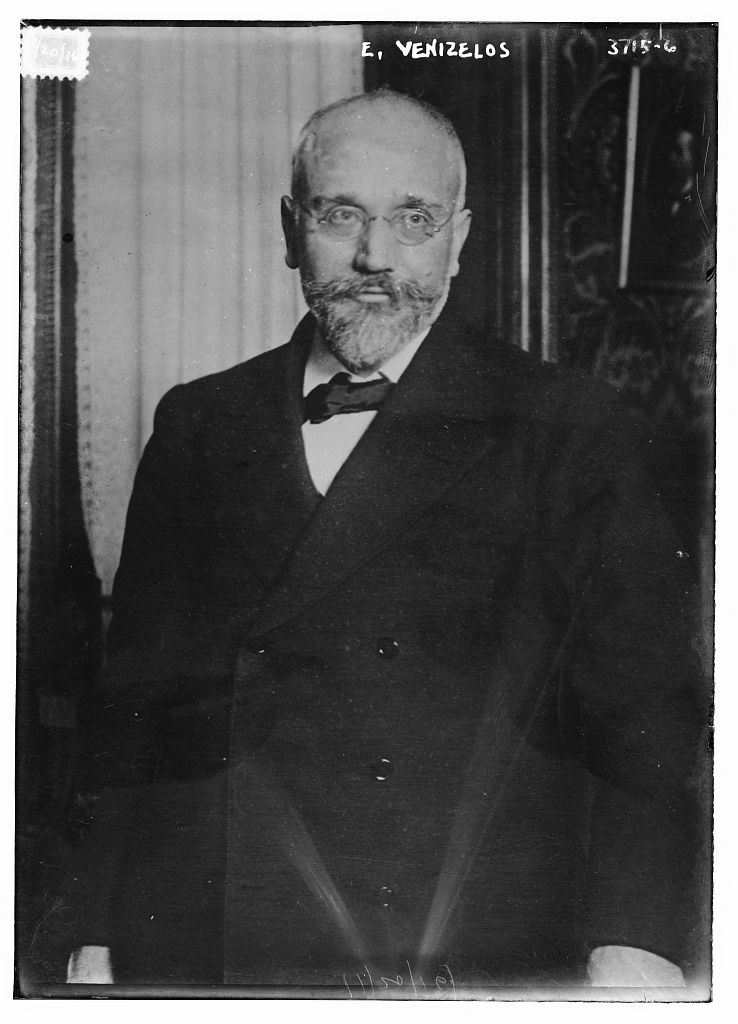
Eleftherios Venizelos, principal figura de la política griega desde 1909, favorable a la entrada de Grecia en la guerra mundial del lado de la Entente para lograr su respaldo a la expansión territorial griega. Varias veces primer ministro, se enfrentó cada vez con mayor dureza al rey Constantino, favorable a la neutralidad proalemana.

El káiser Guillermo comenzó a presionar a su cuñado el rey Constantino para que declarase la guerra a la Entente después de la extensión del conflicto. Constantino, cuya esposa era hermana del káiser, era mariscal de campo alemán. Atraído al bando de los Imperios Centrales y tentado por las propuestas antieslavas del emperador, temía, sin embargo, la dependencia griega del mar —controlado por la Entente— y rechazó la solicitud del káiser el 7 de agosto, defendiendo la neutralidad del país. Según el rey y sus consejeros proalemanes, dada la imposibilidad de ligarse a los imperios, la mejor opción era mantenerse neutrales.
Por su parte, Venizelos, partidario de la Entente, se ofreció a intervenir militarmente el 18 de agosto, pero los embajadores de la Entente rechazaron el ofrecimiento al sospechar que se proponía atacar el Imperio otomano, aún neutral. Temían además que Grecia arrastrase a la guerra a sus enemigos regionales, Bulgaria y el Imperio otomano. Venizelos sostenía que la Entente recompensaría generosamente el apoyo militar griego en el conflicto con nuevos territorios. Constantino, además de su inclinación por los Imperios, desconfiaba de la ayuda que la Entente pudiese prestar durante el conflicto, a pesar de compartir los ideales expansionistas del primer ministro. Este, por su parte, veía con preocupación los tratos de Alemania con el Imperio otomano y Bulgaria, los rivales de Grecia en la región. La decisión británica de no entregar a los otomanos los dos navíos de guerra que se estaban construyendo en sus astilleros y la llegada a principios de agosto de los dos cruceros encargados por Grecia en los Estados Unidos mejoraron, empero, la situación militar griega en el mar.
La actividad descoordinada del primer ministro, del ministro de Asuntos Exteriores y del rey en política exterior, en la que los dos últimos tenían una posición muy diferente del primero, originó pronto una crisis política, que se puso de manifiesto por primera vez en el consejo de ministros del 6 de agosto, cuando el ministro criticó la posición del jefe de Gobierno y se ofreció a dimitir. Tanto Venizelos como el rey evitaron una posible caída del Gobierno convenciendo a Geórgios Stréit de permanecer en su puesto. Para Venizelos, la neutralidad griega era pasajera, y se debía abandonar cuando se diesen las condiciones óptimas para que el país entrase en la contienda en el bando de la Entente; para el rey y el Estado Mayor, por el contrario, la neutralidad debía ser permanente. La renuencia del rey y los militares a enfrentarse a Alemania, incluso indirectamente, hacía que se preocupasen por la posible alianza de esta con Bulgaria; si Bulgaria se coligaba con el Reich y atacaba Serbia, Grecia podía acabar en guerra con un aliado de los alemanes, situación que para Venizelos era irrelevante —el país acabaría luchando finalmente con Alemania y sus aliados en algún momento—, pero que el monarca y los mandos militares afines deseaban evitar.
El principal problema para el rey y sus seguidores lo suponían la opinión pública, mayoritariamente favorable a la Entente, y la amplia mayoría de la que gozaba Venizelos en el Parlamento, que le hacía difícil de sustituir al frente del Consejo de Ministros, pese a las presiones alemanas en este sentido. La prensa, en general amarilla o simple representante de su dueño, era también muy hostil a los Imperios centrales y criticó sin miramientos tanto al rey como al propio káiser, atizada en algunos casos por Venizelos. No parecía posible formar un gabinete favorable a la neutralidad permanente como reclamaban los alemanes, que hubiese dependido de la tolerancia de Venizelos. Además, al principio de la contienda Constantino no deseaba aún enfrentarse al primer ministro, muy influyente en la política nacional. Por ello aceptó negociar con la Entente como deseaba este, esperando que la victoria alemana en el frente occidental, que parecía inminente por entonces, y la posibilidad de plantear condiciones inaceptables en las conversaciones impidiesen la alianza. El ofrecimiento de coalición de Venizelos del 18 de agosto fracasó, pues en un momento en el que la Entente esperaba todavía que el Imperio otomano no entrase en guerra en su contra, ninguna de sus potencias deseaba impelirlo a dar este paso por aceptar la alianza de Grecia. Por entonces la Entente prefería que las naciones balcánicas formasen un bloque de países neutrales y estaba también dispuesta a tratar de granjearse el favor de Bulgaria mediante cesiones de territorios serbios y griegos, por lo que no aseguraría, como pretendía Venizelos, la integridad territorial griega. La movilización del Ejército otomano estuvo a punto de suscitar la del griego a finales del mes de agosto; finalmente no se llevó a cabo por el temor de provocar a Bulgaria, el convencimiento de que los preparativos otomanos iban dirigidos contra Rusia y no contra Grecia y por el desastroso estado de las finanzas griegas, que desaconsejaba la medida. Para entonces los esfuerzos del primer ministro por coligarse con la Entente habían fracaso por la falta de interés de esta. El Reino Unido, sin embargo, sí prometió a Grecia que no permitiría que la flota otomana penetrase en el mar Egeo, comunicación que alivió el temor griego a un ataque naval por sorpresa del imperio vecino.
La inmediata victoria alemana quedó descartada tras la detención del rápido avance alemán en la primera batalla del Marne. Esto decidió al primer ministro Venizelos a rechazar una propuesta alemana de que Grecia atacase a Serbia, prefiriendo mantener al país en la neutralidad, aunque con cierta preferencia por la Entente. Mientras, el almirante británico Kerr mantuvo conversaciones secretas con el rey para involucrar al país en una campaña en los Dardanelos, lo que causó la dimisión de Venizelos (7 de septiembre de 1914), que no fue aceptada. Venizelos se había disgustado por la actitud del rey, que le parecía contraria a la alianza con la Entente. Por el contrario, la renuncia del ministro de Asuntos Exteriores, progermano, le llevó a tomar también este ministerio entre sus responsabilidades.

### Ocupación del sur de Albania y entrada en guerra del Imperio otomano
El acontecimiento principal de septiembre y octubre fue la ocupación del sur de Albania, con la aquiescencia de la Entente. La ocupación debía ser temporal, pero dada la apurada situación de Serbia a finales de noviembre y principios de diciembre, la Entente ofreció el territorio a Grecia y protección ante un posible ataque búlgaro el 5 de este a cambio de que el país socorriese al punto a los serbios. El Gobierno griego tildó de escasas las compensaciones que se le ofrecían y evitó el probable desacuerdo con el rey porque la victoriosa contraofensiva serbia de diciembre solucionó el aprieto. Por entonces la Entente trataba de atraerse a Bulgaria mediante concesiones territoriales serbias y griegas (que serían compensadas mediante la repartición de Albania), que fueron rechazadas de plano por los Gobiernos de Belgrado y Atenas.
Por otra parte, la entrada en guerra del Imperio otomano a finales de octubre suponía una oportunidad para los nacionalistas griegos de aprovechar su desmembramiento para apoderarse de Tracia y la Anatolia occidental, siempre que la Entente se alzase con la victoria.

### Los Dardanelos y el Gobierno de Goúnaris
La Entente hizo un vago ofrecimiento a Grecia a finales de enero de 1915 de territorio en Asia Menor y el norte de Epiro a cambio de su entrada en guerra y de la cesión de la Macedonia oriental a Bulgaria. Tanto el Gobierno como el monarca se decidieron a aceptar la propuesta aliada, pero el rechazo de Bulgaria y su petición de un empréstito a los Imperios centrales hicieron fracasar las negociaciones.
Venizelos cambió de postura en febrero de 1915, abandonó la defensa de la neutralidad y trató de obtener el permiso real para participar en la expedición aliada en Galípoli. El primer asalto aliado a los estrechos, acometido solo por mar, había fracasado, y Venizelos consideró participar en la campaña aportando las tropas de tierra de las que en aquel momento carecía la Entente. El Estado Mayor griego, sin embargo, se opuso a ello; su jefe, el coronel Ioannis Metaxás, dimitió en protesta contra la posible participación griega en la campaña. Consideraba que el envío de tropas a Tracia oriental debilitaría la frontera septentrional y supondría aventurarse en una operación con pocas probabilidades de triunfo.
Rusia se había opuesto también a la participación griega en el ataque a Estambul, ya que deseaba reservarse para sí el control de la ciudad y sus estrechos. Francia, no obstante, logró finalmente vencer la reticencia rusa. Tras dudar, Constantino se negó a aceptar los planes de intervención de Venizelos (6 de marzo de 1915), que dimitió; se formó un nuevo Gobierno que presidió Dimitrios Gounaris. Venizelos, convencido de que el respaldo al proyecto de los principales dirigentes políticos sería suficiente para convencer al rey para que Grecia participase con una división y la Armada en la operación en Galípoli, había asegurado a la Entente que podía contar con la ayuda militar griega. La inesperada negativa hizo que cesase. Su dimisión obligó a disolver el Parlamento y convocar elecciones, las primeras en las que participarían los territorios conquistados en las guerras balcánicas. El mismo día de la dimisión de Venizelos, los británicos desembarcaron en Moúdros, en la isla de Lemnos, infringiendo así la neutralidad griega. El Gobierno protestó, pero no opuso resistencia a la ocupación. Lo mismo sucedió con Mitilene en julio.

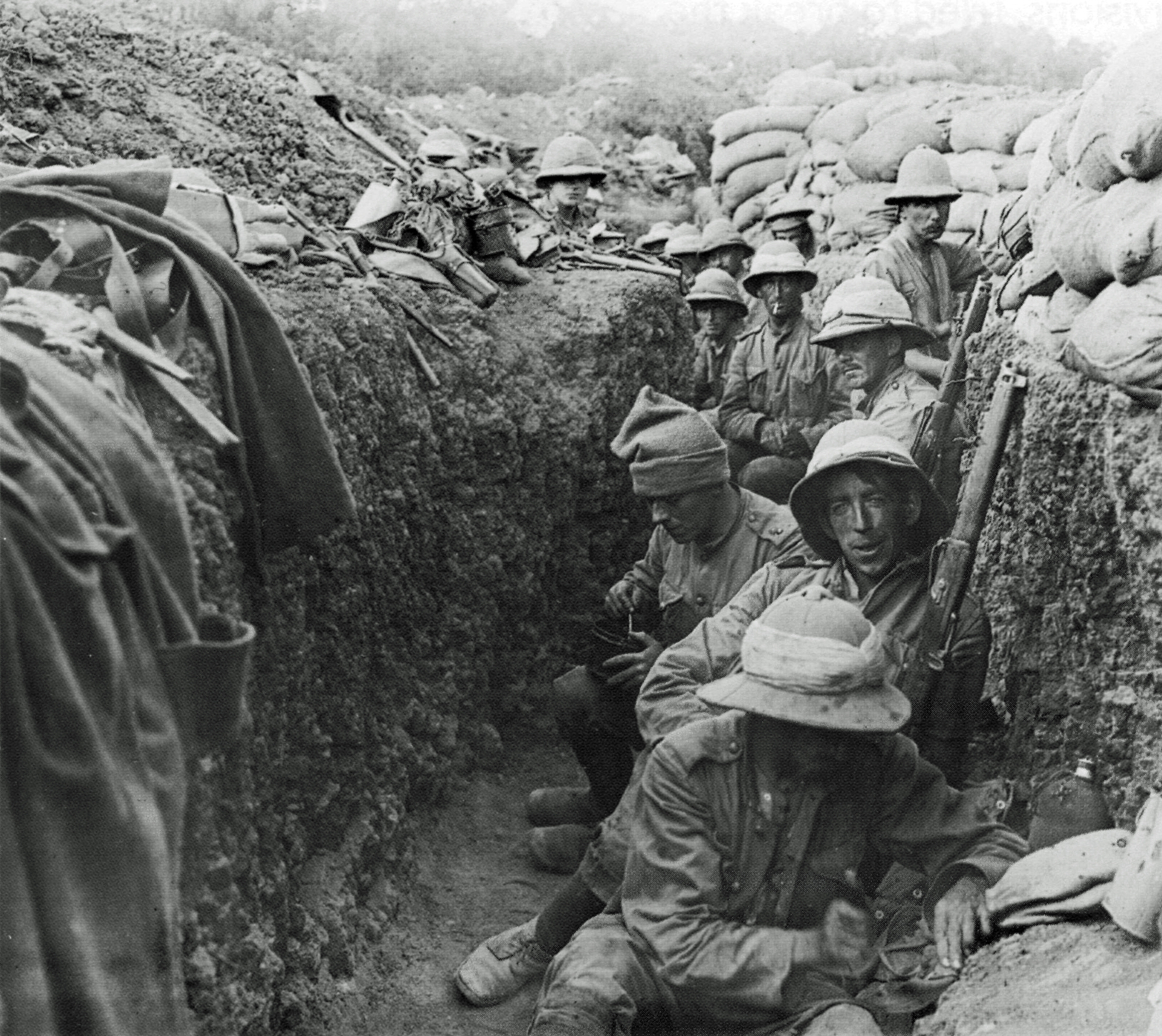
Trinchera británica en la península de Galípoli. El rechazo de Constantino a permitir la participación griega en la fallida campaña precipitó la dimisión de Venizelos.

Goúnaris era inteligente, íntegro y gozaba del respeto de sus adversarios, pero no contaba con un programa para resolver la crisis política del país. Tampoco con la confianza de la Entente, que rechazó sus intentos de colaboración. El suyo fue el primero de una serie de Gobiernos débiles controlados por el soberano, formados principalmente por políticos provenientes de la clase política que había dominado Grecia antes de la llegada de Venizelos a la política nacional en 1909 y que deseaban recobrar el poder, que estaban convencidos de la victoria final de Alemania en la contienda. Estos duraron hasta 1917. Los antivenizelistas emplearon la figura del rey para oponerla a la de Venizelos, pues era la única con el prestigio suficiente para enfrentarse al ex primer ministro, y para ello contaron con el respaldo de los Imperio Centrales. Los seis meses de Goúnaris al frente del Consejo de Ministros agravaron la crisis política y la división de la nación. La dimisión de Venizelos y las elecciones previstas desencadenaron el intercambio de acusaciones en la prensa entre los diarios partidarios del ex primer ministro y los del rey. Los primeros acusaban al monarca y sus seguidores de haber desperdiciado la oportunidad de doblar el territorio nacional a costa de una mínima participación militar en la guerra mundial —alusión a las promesas de la Entente—; los segundos acusaban al expresidente del Gobierno de haber aceptado ceder tierras a Bulgaria y de no defender la integridad del reino. Los antivenizelistas, que agrupaban a los dirigentes políticos de la oposición, la camarilla real y el Estado Mayor, confiaban en poder ganar las elecciones de junio, reforzados por los errores de la diplomacia de la Entente en los Balcanes.
Goúnaris expresó su intención de mantener la neutralidad griega, a pesar de las crecientes presiones de la Entente, debidas en parte a los reveses en Galípoli. Las negociaciones con los Aliados continuaron, pero fracasaron, dado el interés del rey y sus partidarios en no alcanzar un acuerdo. Las conversaciones concluyeron el 13 de mayo debido al rechazo de la última propuesta aliada por el ministro de Asuntos Exteriores griego, que la tildó de insuficiente. Si el Gobierno, contrario a todo pacto con la Entente, se había avenido a aceptar los tratos con esta, era por el convencimiento de que sus condiciones resultarían inaceptables, pero que la ruptura total con la Entente amenazaría la situación económica del país. La esperada crisis gubernamental por el fracaso de las negociaciones a comienzos de mayo se pospuso por la grave enfermedad del monarca, que duró un mes y sirvió al Gobierno para retrasar toda medida política. Los Aliados, incapaces de alcanzar un acuerdo con Goúnaris, pero habiendo firmado recientemente un pacto con Italia, decidieron esperar a las elecciones para volver a tratar con Venizelos, que estaban convencidos ganaría los comicios.
Las elecciones del 13 de junio dieron una gran victoria a Venizelos. Los antivenizelistas, que habían confiado en que Goúnaris vencería, quedaron sorprendidos por la derrota. El rey, reacio a devolver la Presidencia del Gobierno a Venizelos, pospuso la reunión del Parlamento del 20 de julio al 16 de agosto y mantuvo a Goúnaris al frente del gabinete interinamente. Sopesó incluso no encargar la formación de Gobierno a Venizelos o destituirlo de inmediato, lo que hubiese conculcado la Constitución. Finalmente, aconsejado por la mayoría de los dirigentes de la oposición a Venizelos y temeroso de las posible consecuencias si no lo hacía, llamó al vencedor de las elecciones. Este regresó de su retiro temporal y formó un nuevo Gobierno el 23 de agosto, pocos días después de que se reuniese de nuevo el Parlamento tras su disolución en abril. Los intentos de los Aliados de atraerse a Bulgaria mediante la concesión de territorios griegos en Macedonia, desencadenaron protestas en esta región a lo largo de agosto, y empañaron la imagen de la Entente, hasta entonces el bando preferido por la mayoría de la población.

### Bulgaria entra en guerra

#### Efímero regreso de Venizelos y abandono de Serbia

La invasión de Serbia en el otoño de 1915, que originó el establecimiento del frente macedonio.

Un nuevo desacuerdo sobre cuestiones constitucionales y la movilización de las tropas surgió entre Venizelos y la camarilla real tras las elecciones del 31 de mayojul./ 13 de junio de 1915greg.. El asunto central, que los dos soslayaron para evitar una inmediata crisis gubernamental, era la actitud del país ante una eventual solicitud de ayuda serbia basada en el tratado de alianza entre los dos países. Venizelos asumía que el rey defendía la neutralidad, pero que estaba dispuesto a acudir en socorro de Serbia si Bulgaria la atacaba, mientras que Constantino había pactado secretamente con Alemania no hacerlo y mantener al país neutral en cualquier circunstancia.
La temida crisis por la entrada en guerra de Bulgaria estalló el 21 de septiembre, mientras el rey buscaba una manera de destituir a Venizelos sin favorecer su causa. Ese día el Gobierno búlgaro ordenó la movilización parcial y el Imperio otomano le entregó las tierras de la orilla derecha del río Maritsa. El rey y el Estado Mayor se negaron a aprobar la movilización parcial en favor de Serbia, argumentando con razón que no se cumplían las condiciones que exigía el tratado de alianza con ella —en especial, los serbios no habían enviado los ciento cincuenta mil soldados previstos a Macedonia—. Venizelos lo aceptó, pero propuso a su vez sustituir las unidades serbias por otras de la Entente y acometer a Bulgaria, sin esperar el asalto de esta a Serbia. El primer ministro planteó la cuestión a la Entente sin contar con la venia real, lo que disgustó al soberano y tensó todavía más las relaciones entre ellos.
Las noticias de la movilización general búlgara llevaron a Venizelos a decretar la misma medida, con la intención de disuadir al Gobierno de Sofía de atacar Serbia. El decreto de movilización general búlgaro del 22 de septiembre se conoció en Atenas al día siguiente; esa misma noche se ordenó la movilización. Serbia había solicitado el socorro griego. El rey aprobó la acción, pero se opuso a proclamar su intención, creando un nuevo desacuerdo con el primer ministro. Constantino no tenía intención de acudir en auxilio de los serbios y solamente permitió la movilización para la defensa del territorio griego frente a una hipotética invasión búlgara. Venizelos prometió asimismo ciento cincuenta mil soldados a la Entente para desplegarlos en Macedonia ante un posible ataque búlgaro, pero el rey se opuso a esto. Se dio un engaño a tres bandas al estallar la nueva crisis debida a la inminente entrada en guerra de Bulgaria: Venizelos mintió al rey diciéndole que retiraría la petición de tropas de la Entente mientras Bulgaria no atacase y a la Entente afirmando que contaba con el beneplácito del monarca para el despliegue de unidades aliadas en el norte del país, para forzar el desembarco aliado; los Aliados aceptaron la petición de Venizelos de ciento cincuenta mil soldados para suplir los que Serbia no podía despachar a Macedonia, pero que el tratado de alianza serbo-griego exigía a sabiendas de que no contaban con ellos ni pensaban tenerlos nunca, para mantener a Venizelos en la Presidencia del Gobierno; el rey, por su parte, había pactado secretamente con Alemania no acudir en ayuda de Serbia pese al tratado que ligaba a las dos naciones, acuerdo al que había llegado cuando Venizelos no encabezaba el Gobierno y que no le había comunicado a este cuando lo recobró a finales de agosto.
Estas tropas llegaron a finales de septiembre. Las potencias de la Entente comunicaron al Gobierno griego su intención de desembarcar en Macedonia para acudir en auxilio de Serbia el 3 de octubre y este protestó por la infracción que esto supondría a su neutralidad, si bien la queja fue una mera formalidad de la que Venizelos ya había avisado a la Entente. El primer ministro obtuvo además el respaldo del Parlamento en una agitada sesión el 4 de octubre;  se aprobó la decisión del primer ministro de permitir el desembarco aliado por ciento cuarenta y dos votos a ciento cuatro. El presidente del Gobierno defendió la entrada en la guerra y el monarca exigió su dimisión el 5 de octubre, puesto que censuraba sus acciones.

#### Gobierno de Zaimis y llegada de las tropas de la Entente a Macedonia
La Entente había enviado el Ejército de Oriente a Macedonia con la condición de que Venizelos hiciese que Grecia entrase en guerra junto a la Entente, promesa que quedó frustrada por la marcha de este del Gobierno. Aléxandros Zaimis, el más moderado de los dirigentes políticos antivenizelistas, formó un nuevo gabinete, integrado por antiguos primeros ministros. El nuevo Gobierno confirmó con el rey la negativa griega a auxiliar a Serbia y su decisión de declarar inaplicable el tratado de alianza con ella. Las unidades austrohúngaras y alemanas se apoderaron de Belgrado el 8 de octubre y el 11 Bulgaria atacó Serbia. Esta solicitó nuevamente la aplicación del tratado de alianza con Grecia, y Zaimis se limitó a rehusar, arguyendo que la nación no estaba preparada para hacerlo. No impidió, no obstante, que Sarrail desembarcase en Salónica el día 13 y emprendiese de inmediato el camino al norte en el ferrocarril que unía la ciudad con Skopie. El 15 de octubre, el Reino Unido, desesperado por frenar el avance alemán en la zona, ofreció ceder Chipre a Grecia si esta acudía en auxilio de Serbia; el Gobierno griego rechazó la oferta y el Gobierno británico la retiró.
La operación de auxilio a Serbia fracasó: los búlgaros vencieron a Sarrail en Krivolak el 27 de octubre y lo hicieron replegarse a Grecia. Se apoderaron de Monastir el 2 de noviembre y de Niš el 5. Pero los Aliados no se retiraron del norte de Grecia, lo que creó una situación anómala: un país neutral albergaba tropas de uno de los contendientes, que no se retiraban, pero tampoco permanecían en territorio griego con una misión clara. Los Aliados finalmente decidieron mantener las divisiones en Salónica pese a las dudas británicas por motivos políticos: tratar de impedir que Grecia y Rumanía se uniesen al enemigo tras el descalabro balcánico recién sufrido. Los venizelistas volvieron a la situación de marzo, cuando Venizelos había perdido por primera vez el Gobierno, pero con mucho menos apoyo popular, debido tanto a los desaciertos de la Entente en su trato con Grecia —en especial, sus ofertas a Bulgaria—, como por la movilización. Venizelos optó por tolerar temporalmente el gabinete de Zaimis, temiendo que la derrota del Gobierno tensase todavía más la situación política, sin certeza sobre el resultado de las consiguientes elecciones y aconsejado en este sentido por los elementos moderados del partido.
El Gobierno minoritario de Zaimis cayó el 4 noviembre, tras una votación en la que fue vencido en el Parlamento y se creó un nuevo gabinete con el anciano Stéfanos Skouloúdis al frente (7 de noviembre). Este mantuvo en esencial a los ministros del gabinete anterior, tras la renuncia de Zaimis a presidir uno nuevo. Venizelos había exhortado a Zaimis a entrar en guerra, pero este se había negado, lo que precipitó la derrota parlamentaria. La situación era por entonces muy tensa: el Gobierno se aprestaba a desarmar a los soldados serbios que se refugiasen en territorio griego, aunque no a los británicos y franceses, pero estos eran poco más de treinta mil mientras que los de los Imperios centrales, que se acercaban a la frontera griega, eran cientos de miles. Alemania exigió al embajador griego el 10 de noviembre que su país aplicase las convenciones internacionales sobre neutralidad, que obligaban al desarme de los soldados que se internasen en su territorio. Por su parte, el Reino Unido y Francia rehusaron que las autoridades griegas desarmasen a los soldados aliados y prepararon una serie de represalias por si esto finalmente ocurría, pese a los titubeos de los británicos, que sopesaban abandonar Salónica.

#### Gobierno de Skouloúdis y roces con la Entente

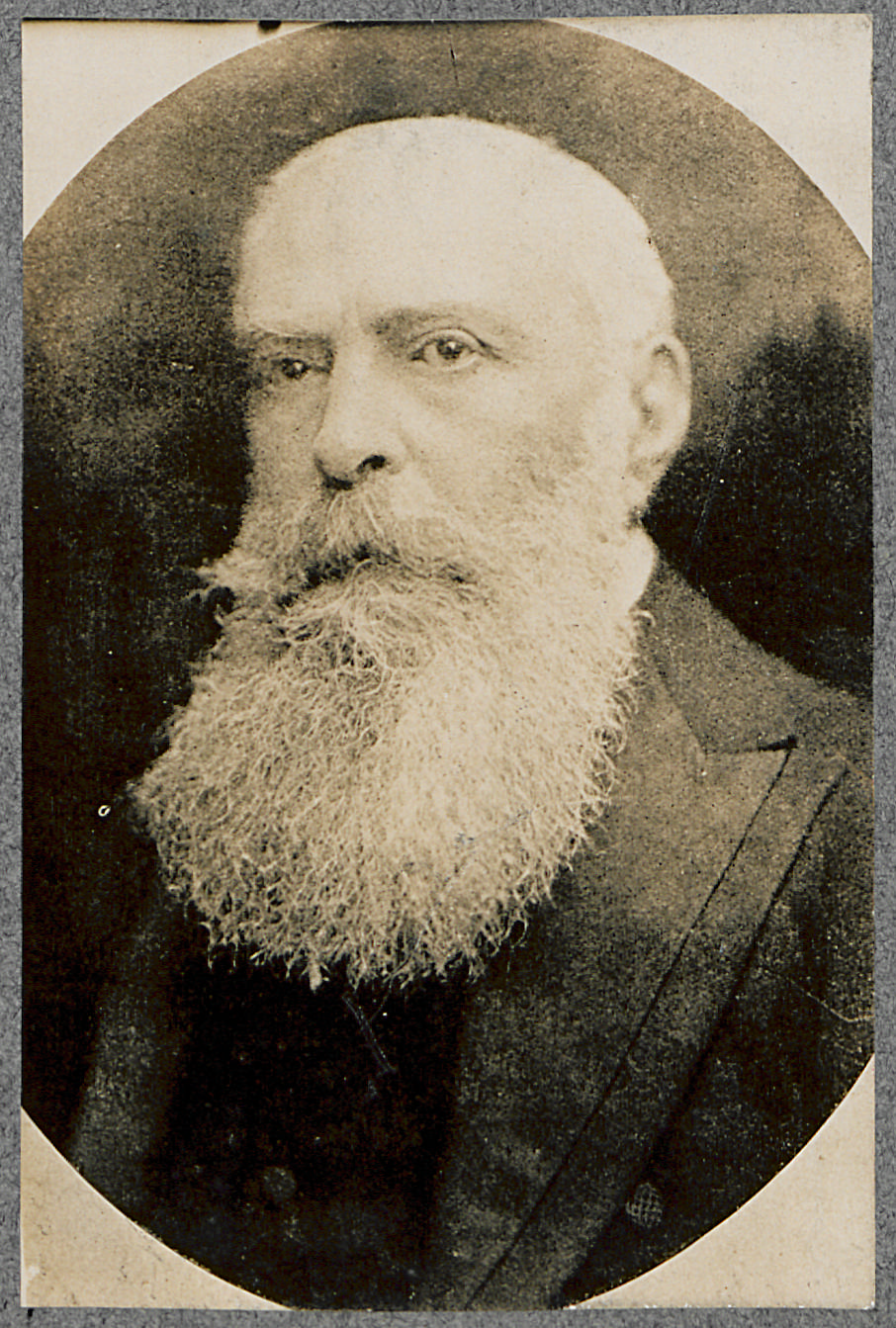
El octogenario Stéfanos Skouloúdis asumió la presidencia del Gobierno tras la derrota parlamentaria de Aléxandros Zaimis; durante su gobierno las relaciones con la Entente se agriaron considerablemente.

El Parlamento fue disuelto nuevamente el día 12 del mes para que se celebrasen comicios el 19 de diciembre. Venizelos, opuesto a la medida, decidió a principios de noviembre no participar en ellos y solicitó a la población que hiciese lo propio en unas votaciones que tildó de inconstitucionales. Creía que, con en torno a cuatrocientos mil hombres en armas y sin la certeza de que los Aliados enviasen un gran ejército a los Balcanes, no tenía posibilidades de victoria. Su decisión de no participar en las elecciones eliminó la posibilidad de presionar al Gobierno en el Parlamento. Para entonces las relaciones entre Venizelos y el monarca, al que acusaba de autoritarismo y de actuar inconstitucionalmente, se habían agriado.
Skouloúdis anunció su intención de desarmar a las tropas de la Entente en territorio griego, siguiendo la Convención de La Haya. La Entente, que había trasladado a las tropas derrotadas en Galípoli a Macedonia, se opuso a la medida. El 19 de noviembre la embajada británica impuso un efímero bloqueo que puso en peligro el abastecimiento del país, dependiente de las importaciones de alimentos y que empañó gravemente la imagen de los Aliados, aunque el Gobierno británico lo anuló a los pocos días. Los Aliados también ocuparon la isla de Milo. Por las mismas fechas, un emisario francés visitó al rey, del que obtuvo la promesa de que las unidades griegas no atacarían a las fuerzas aliadas destacadas en Macedonia, y a los mandos aliados en Salónica, que confesaron estar a merced del ejército griego y aconsejaron la evacuación. La tensión menguó cuando finalmente el Gobierno griego se avino a otorgar la garantía que exigió la Entente de que no actuaría contra sus tropas ni entorpecería sus movimientos, cosa que ya había hecho en privado anteriormente. Franceses y británicos decidieron fortificar Salónica y concentrar en ella sus fuerzas el 10 de diciembre, en principio provisionalmente, pues todavía no habían acordado si sus fuerzas permanecerían o no en los Balcanes. El mismo 10 de diciembre, sin embargo, la Entente y el Gobierno griego llegaron a un acuerdo que hubiese permitido sosegar la situación si se hubiese cumplido. La Entente se comprometía a anular las medidas de presión, entre ellas el bloqueo parcial del tráfico marítimo griego (impuesto el 23 de noviembre y eliminado el 12 de diciembre), a cambio de la retirada de casi todo el V Cuerpo de Ejército griego de Salónica hacia el este de Macedonia —excepto una división, que permanecería en Salónica—, mayor colaboración en los ferrocarriles macedonios para el movimiento de tropas aliadas y el permiso para fortificar Salónica y no interferir en los posibles combates entre los Aliados y los Imperios que se disputasen en territorio griego. El acuerdo, sin embargo, se frustró por la actitud de las dos partes: por un lado, los mandos militares griegos estorbaron en lo que pudieron las operaciones de los Aliados en Macedonia; por otro, Sarrail, indignado por la actitud griega y preocupado por la vulnerabilidad de sus unidades, comenzó a tomar por la fuerza los medios que creyó necesarios para asegurar su posición, con los consiguientes roces. Los mandos aliados, conscientes de su inferioridad numérica frente al enemigo, pretendían además que el ejército griego los protegiese, interponiéndose y defendiendo la frontera. Por su parte, el rey y el Estado Mayor griego conspiraban para destruir las fuerzas aliadas desplegadas en el norte del país y sopesaron la conveniencia de permitir la entrada en Grecia de tropas alemanas. Los mandos alemanes, sin embargo, no se pusieron de acuerdo con Constantino y el Gobierno griego, pues cada una de las partes rechazó las condiciones de la otra. Las conversaciones entre Constantino y los mandos militares de la Entente resultaron infructuosas. Sin embargo, las fallidas negociaciones entre Constantino y el alto mando alemán dieron tiempo a Sarrail a fortificarse en torno a Salónica.
La participación en las elecciones fue mucho menor que en las anteriores —doscientos treinta mil votantes frente a los setecientos treinta mil de junio—, en parte por la gran cantidad de hombres llamados a filas. Los dos grupos políticos, venizelistas y antivenizelistas, se proclamaron vencedores en las elecciones, arrogándose el respaldo mayoritario de los reclutas. La opinión mayoritaria del país se encontraba en realidad en evolución y se desconoce su situación exacta en diciembre de 1915: si en el verano de 1915 era favorable a Venizelos y la Entente, en el del año siguiente era ya antivenizelista y defensora de la neutralidad del país. Venizelos estaba perdiendo apoyo, pero quizá no tanto como para haber perdido todavía el de la mayoría de la población. El partido liberal, excluido del Parlamento por la abstención de Venizelos en los comicios, mantuvo su oposición fuera de las Cortes, tensando la situación política. Con el nuevo Parlamento, juguete en manos del rey y su camarilla, este asumía un papel inconstitucional que no le correspondía: el de director de la política nacional y jefe político. Las Cortes siguieron siendo exclusivamente antivenizelistas hasta junio de 1917.
Debido a la decisión del Gobierno de no defender Macedonia en caso de invasión de los Imperios Centrales, algunos jefes militares destinados en Macedonia, opuestos a la decisión gubernamental, comenzaron a confabularse contra el rey y el Gobierno y buscaron la colaboración de Venizelos, que animó a la organización, pero se opuso a que preparase un levantamiento, que creía abocado al fracaso y contraproducente para alcanzar la meta que se había propuesto: que el país entrase en la guerra en el bando aliado. Mientras los venizelistas maquinaban y el rey y sus partidarios temían un levantamiento inminente, las relaciones entre la Entente y el Gobierno griego empeoraron notablemente debido a una serie de acciones de los Aliados: la ocupación francesa de la isla de Castellórizo, la detención de los cónsules de los Imperios Centrales en Salónica sin comunicación previa al Gobierno griego, la ocupación de la isla de Corfú para alojar a los restos del Ejército serbio que habían alcanzado las costas adriáticas y la toma del fuerte Karabournou en Salónica, que controlaba el puerto. El origen de estas acciones que tensaron la situación estaba en los mandos militares franceses en Grecia, que a veces las llevaron a cabo sin la venia de su Gobierno. Los incidentes de enero y febrero de 1916, entre los que se contaron la ocupación de islas y las detenciones ilegales de extranjeros y de griegos considerados favorables a los Imperios Centrales, se multiplicaron, perjudicando gravemente la imagen de los Aliados entre la población. La aplicación de un embargo parcial desde finales de diciembre, que redujo las existencias de productos básicos y afectó sobre todo a los más humildes, dio también mala imagen a los Aliados, que nunca recuperaron el apoyo del que esta medida les privó. Estos también cesaron la entrega del préstamo que habían concedido al país en agosto de 1915, cuando Venizelos ostentaba la presidencia, con el fin de minar financieramente a Skouloúdis, que en enero de 1916 hubo de solicitar otro empréstito en Berlín, acuciado por el gasto corriente y el de mantenimiento de las tropas en pie de guerra. Para tratar de aliviar la tensión, Sarrail hubo de acudir a Atenas para tratar con Constantino y justificar las medidas que había aplicado.

### Intensificación de la crisis

#### Avances búlgaros en Macedonia oriental y vuelta de Zaimis

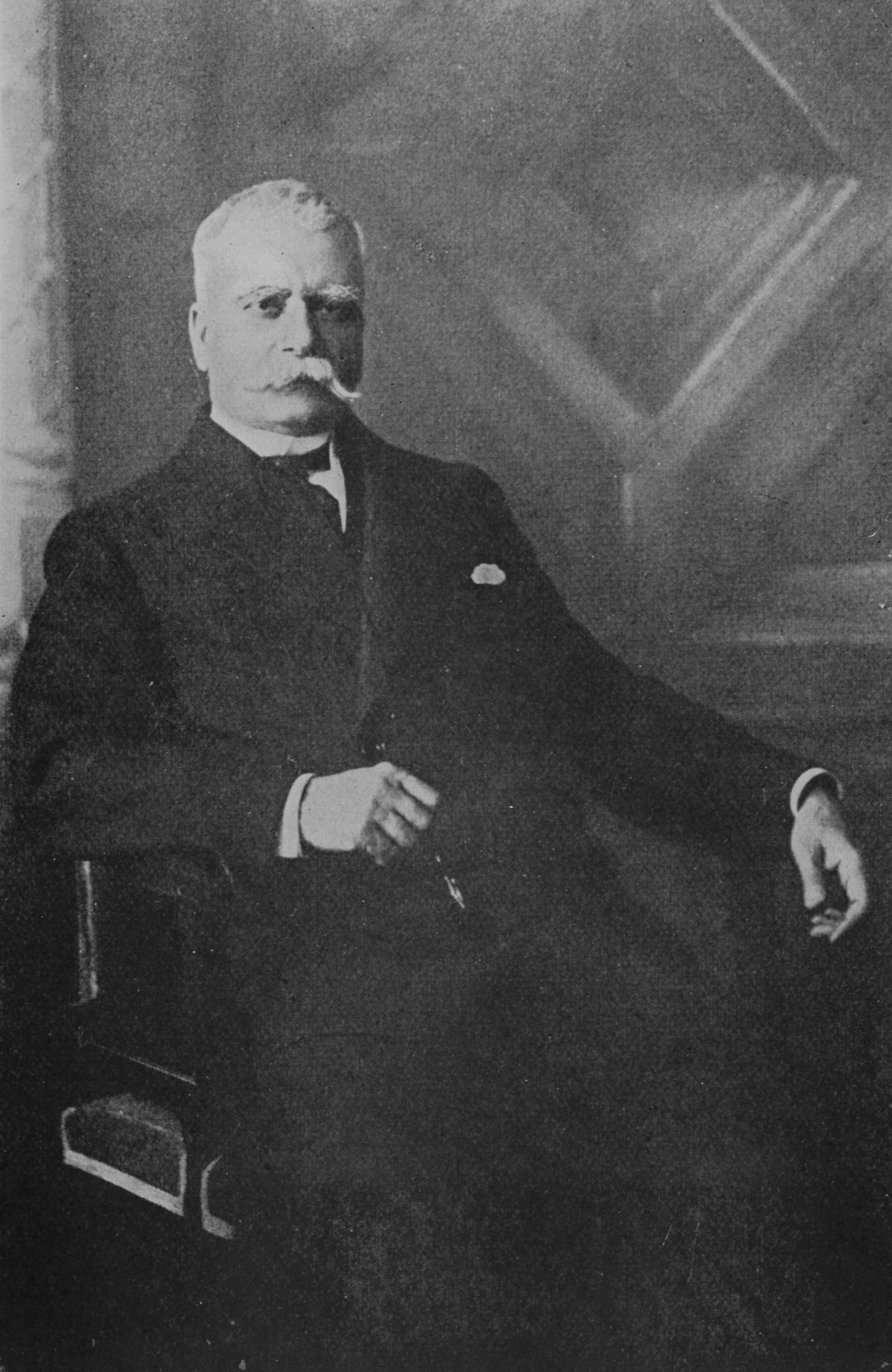
Aléxandros Zaimis, que encabezó varios Gobiernos promonárquicos durante la guerra. Hubo de dejar el Gobierno a Venizelos en 1917 ante la presión de la Triple Entente.

Los Aliados fueron reforzando paulatinamente el Ejército de Oriente con unidades británicas, francesas, italianas y rusas y con los restos del Ejército serbio (ciento veinte mil soldados). En mayo de 1916, había ya trescientos mil soldados aliados acantonados en la Macedonia griega, confrontados con una cifra similar de enemigos, principalmente búlgaros, pero también alemanes. Las medidas de Sarrail abolieron en la práctica la soberanía de Grecia de la zona, cuyas tropas tuvieron que evacuar la ciudad por imposición del general, pese a la teórica neutralidad del país. Sin embargo, la actividad de las unidades aliadas favoreció la economía de Salónica, que vivió su último período de esplendor como ciudad multicultural.
El 26 de mayo de 1916, tropas germano-búlgaras ocuparon el fuerte de Roupel,en Sidirókastro que controlaba el valle del Struma en Macedonia, con la connivencia del Gobierno de Atenas y la Entente, contrariada por la actitud griega, comenzó un bloqueo parcial del país el 6 de junio, mientras el general francés Sarrail imponía la ley marcial en Macedonia (3 de junio). El Gobierno monárquico se había negado a permitir el traslado del Ejército serbio al frente macedonio, que la Entente había solicitado en abril. Británicos y franceses habían llegado a la conclusión de que la seguridad de sus tropas en Macedonia exigía un cambio de Gobierno en Atenas. Las tropas búlgaras, pese a la intervención de las alemanas, hostigaron a la población griega y causaron el éxodo de parte de ella de la Macedonia oriental que habían ocupado.
Sarrail decretó el estado de sitio en Salónica el 3 de junio y ocupó los puntos estratégicos de la ciudad. Sometió a su autoridad al cuerpo de policía y los servicios postal y telegráfico. La tensión era máxima en Atenas y el Gobierno sopesaba imponer también la ley marcial para asegurar el orden. Previendo la exigencia de la Entente, el Gobierno griego ordenó la desmovilización parcial el 8 de junio, debido principalmente a lo gravoso de mantener a las tropas en situación de combatir. La situación económica era grave y había causado el descrédito del Gobierno, incapaz de asegurar el abastecimiento de los productos básicos y de estabilizar la situación financiera. Los Aliados habían impuesto un bloqueo parcial de las costas griegas el día anterior y se incautaron de los barcos griegos anclados en sus puertos. Manifestantes antivenicelistas asaltaron varios diarios de la oposición en la capital el 12 y 13 del mes y acudieron a protestar ante la embajada británica. Los Aliados ocuparon Tasos, pese a las protestas griegas. El almirante Louis Dartige du Fournet recibió orden de partir para Atenas, neutralizar al rey y colaborar con la toma del poder de Venizelos, que pretendía gobernar con el Parlamento anterior; la operación se pospuso por la oposición británica, italiana y rusa.

Cambios en el frente macedonio entre 1915 y 1916.

Mientras, en el noroeste, las relaciones entre el Gobierno griego y el italiano, que sospechaba que los franceses trataban de controlar los Balcanes a través de los griegos, se deterioraron. Tropas italianas ocuparon sectores anteriormente bajo control griego en marzo y abril de 1917 y más tarde vieron con malos ojos la extensión de la administración venicelista por Epiro. El despliegue de tropas francesas por la región de Korçë para cubrir el flanco izquierdo del frente macedonio e impedir un avance austrohúngaro, que contó con el apoyo de Venizelos, fue mal vista por el Gobierno de Roma.
La Entente presentó un ultimátum al Gobierno progermano griego el 21 de junio. Exigió la desmovilización griega, la renuncia del gabinete, la celebración de nuevas elecciones en septiembre, el relevo del mando policial en Atenas y el retiro de algunas personalidades de la política. Skouloúdis dimitió el 19 de junio y regresó Zaimis. La nota, considerada por gran parte de la población una humillación nacional, perjudicó la imagen de los Aliados y la popularidad de Venizelos. Metaxás utilizó a parte de los oficiales y de la tropa desmovilizados para formar sus bandas paramilitares (encuadradas en la Liga de Reservistas), que trataron de controlar el país mediante el terror. Estas dominaron en efecto el país hasta el derrocamiento de Constantino en el verano del año siguiente. Los intentos de los venicelistas de crear organizaciones opuestas a las monárquicas fracasaron, por la acción de la Liga. Los militantes de la Liga se aprestaban a participar en la campaña de las elecciones previstas para agosto, que los Aliados exigieron se pospusiesen hasta octubre, tanto para que se completase la desmovilización como, sobre todo, por las escasas posibilidades de que Venizelos venciese en ellas. Los intentos de conciliación del moderado Zaimis, que deseaba evitar la ruptura definitiva entre el rey y Venizelos y mejorar las relaciones con los Aliados, fracasaron, lo mismo que la gira que por las principales capitales aliadas hicieron dos hermanos del rey, los príncipes Nicolás y Andrés.
Los Aliados se preparaban para emprender una ofensiva en Macedonia para colaborar con las operaciones rumanas cuando los búlgaros se adelantaron y llevaron a cabo un ataque general el 17 de agosto. Estos se apoderaron de Flórina ese mismo día, si bien los Aliados pudieron luego frenar la acometida. Los italianos obtuvieron a finales de agosto la venia del resto de aliados para extender su ocupación en el noroeste, hacia Argirocastro, Delvina, Premeti y Leskovik, aprovechando la ocupación búlgara de Flórina y el peligro de mayores avances en dirección a Lárisa; desplazaron a las fuerzas griegas, que no se opusieron a ello por orden del Gobierno.
También a finales de agosto, el presidente francés ordenó el envío de una escuadra al golfo de Salamina, aprovechando la ausencia del primer ministro Aristide Briand —contrario al derrocamiento de Constantino—, que había marchado a Calais a reunirse con los británicos. Los británicos, hasta entonces opuestos a toda acción decidida contra Constantino, cambiaron de opinión en septiembre, para satisfacción de los radicales franceses deseosos de deshacerse del monarca griego. La escuadra franco-británica de setenta y tres barcos se presentó ante Atenas el 1 de septiembre y se apoderó de inmediato de mercantes enemigos que se habían refugiado en los puertos de El Pireo y Eleusis. Agentes secretos franceses, deseosos de desencadenar la crisis final con Grecia, enviaron a unos secuaces griegos a asaltar la embajada el día 9, haciéndolos pasar por partidarios del rey. La estratagema dio fruto y las relaciones se tensaron aún más. El almirante francés Datirge du Fournet, temiendo un ataque griego a las unidades de la Entente en Macedonia, desembarcó en El Pireo y ocupó la central de telégrafos y correos y destacó un grupo de marinos para proteger la embajada. Varios extranjeros que según los Aliados trabajaban para el enemigo fueron expulsadas del país y otros griegos que estos consideraban   favorables a los Imperios centrales fueron procesadas. El jefe del Estado Mayor, general Víktor Doúsmanis, fue relevado por insistencia de la Entente. En la capital hubo choques con los franceses. Zaimis dimitió el día 11 tras negarse a retrasar las elecciones como exigió el embajador francés y el IV Cuerpo de Ejército se rindió a los alemanes mientras los búlgaros ocupaban Kavala el 16. Las tres divisiones griegas desplegadas en Macedonia oriental habían tratado de escapar con ayuda de la Armada británica, pero esta se había negado a evacuar a aquellos que no se uniesen a los rebeldes de Salónica, por lo que el grueso de las tropas se entregó a los alemanes el día 11 y fue despachado a Görlitz. Los intentos de los alemanes de moderar las ambiciones de Bulgaria no impidieron que las fuerzas de este país cercasen a las griegas en Macedonia oriental a lo largo de agosto y principios de septiembre y se apoderaron en la práctica del territorio. El Gobierno griego había prohibido toda resistencia al avance búlgaro.

#### Insurrección de Venizelos, ocupación de Kavala y breve ministerio de Kalogerópoulos

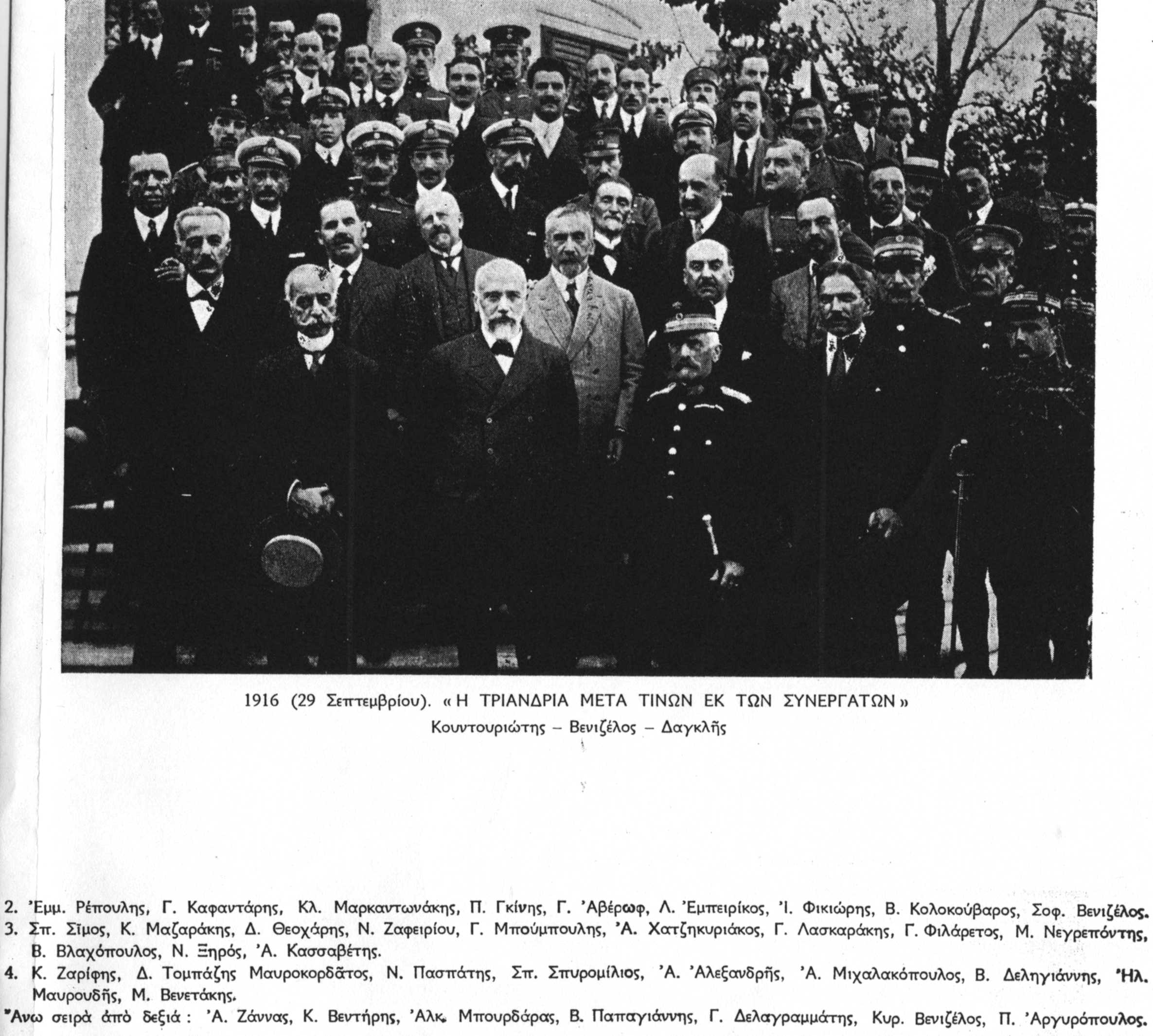
Gobierno rebelde de Venizelos en Salónica en 1916.

El Comité de Defensa Nacional de Salónica se rebeló el 29 de agosto, sin contar con Venizelos y contra el criterio de este, que tildó la acción de precipitada y la condenó. La posibilidad de que Sarrail entregase la administración de la ciudad a los serbios, los avances búlgaros en el este de Macedonia y la entrada en guerra de Rumanía el 27 de agosto determinaron la acción. Esta contó con la aquiescencia y la protección de Sarrail, necesaria dada la falta de apoyo que tuvo de la 11.ª División griega —la única aún en Salónica—. Los choques entre rebeldes y leales sirvió de pretexto a Sarrail para desarmar a la división griega, que fue expulsada por mar a El Pireo. El levantamiento del comité, sin embargo, privó a Venizelos de gran parte del respaldo de la oficialidad ateniense, que censuró el desarme de la división griega acuartelada en Salónica.
Venizelos solicitó en vano al rey durante una gran manifestación el 24 de septiembre que restableciese lo que consideraba el gobierno constitucional. Los últimos intentos de negociación con el soberano para que se aviniese a luchar contra los búlgaros fracasaron. La misma noche de la manifestación, Venizelos huyó de Atenas con la connivencia de las embajadas francesa y británica. Pasó a Salónica a través de Creta y Mitilene. En Creta, donde llegó el 26 de septiembre, proclamó la formación del nuevo Gobierno, formado en principio por él y los prestigiosos Danglís —general— y Koundouritis —almirante—, que lo acompañaban. Las negociaciones con el Gobierno ateniense fracasaron porque Venizelos insistió en que se le hiciese primer ministro, medida que el rey se negó a aceptar. Venizelos zarpó de Creta rumbo a Salónica el 5 de octubre. Dio un golpe de Estado con el apoyo de la organización militar Comité de Defensa Nacional de Danglís y formó un Gobierno paralelo en Salónica, el «Gobierno de Defensa Nacional». Las islas de Tasos, Mitilene, Samos, Quíos y Lemnos reconocieron al nuevo Gobierno, acuciadas por la flota aliada. No obstante, tanto la Armada como el grueso de los territorios que formaban el reino antes de las guerras balcánicas siguieron fieles al Gobierno ateniense. Venizelos estableció formalmente el Gobierno paralelo en la capital macedonia el 9 de octubre, con la connivencia del general Maurice Sarrail y del agregado naval francés. Briand, contrario personalmente a Venizelos, favoreció las negociaciones con Constantino, que llevó a cabo un diputado francés; para noviembre, sin embargo, estas habían fracasado. Pese a que el Gobierno de Salónica solicitó de inmediato el reconocimiento aliado de su autoridad, los Aliados se negaron a concederlo, rechazo que decepcionó a Venizelos.

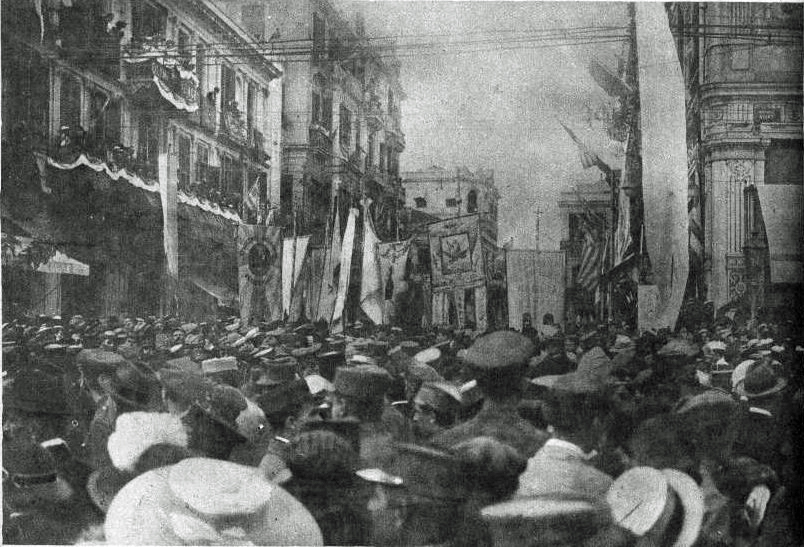
Aclamación a Venizelos en Salónica en octubre de 1916.

El «cisma nacional» que culminó con el establecimiento en Salónica de un Gobierno rival al ateniense y que tenía por característica evidente el enfrentamiento entre Venizelos y el rey Constantino, en realidad era consecuencia de otros factores además de las diferencias sobre la posición del país en la contienda mundial: las divergencias sobre la política exterior del país en general, los desacuerdos sobre los poderes constitucionales del monarca, las disensiones intestinas en el cuerpo de oficiales, la rivalidad entre los viejos grupos privilegiados y los nuevos y la diferencia de intereses de la vieja elite del sur de Grecia y los de los capitalistas griegos de los territorios otomanos y del extranjero en general. El conflicto marcó gran parte de la primera mitad del siglo XX en Grecia.
Nikólaos Kalogerópoulos había asumido la Presidencia del Gobierno el 16 de septiembre, tras la renuncia de Zaimis, en un momento de gran tensión por el internamiento en Alemania del grueso del IV Cuerpo de Ejército, destinado en el noreste de Macedonia y por la ocupación búlgara de Kavala. La Entente rechazó reconocer al nuevo gabinete, compuesto principalmente por ministros favorables a Alemania. Para Francia y el Reino Unido, aunque no para Rusia, la actitud conciliadora de Kalogerópoulos no era más que una argucia para ganar tiempo mientras los Imperios centrales vencían a Rumanía y exigían que el rey entregase la presidencia del Gobierno a Venizelos. El primer ministro Kalogerópoulos, dimitió el 4 de octubre; no había conseguido el reconocimiento de los Gobiernos aliados ni la colaboración del rey para mejorar las tensas relaciones con estos. Le sucedió en el puesto el antiguo tutor real e ilustre profesor de la Universidad de Atenas Spirídon Lámpros, al frente de un nuevo Consejo de Ministros tecnócrata aunque conservador. La Entente lo reconoció, pero desconfiaba de sus intenciones. De inmediato, presentó nuevas exigencias a Lámpros, en especial sobre la inquietante actividad de los grupos de reservistas promonárquicos. El 10 de octubre se añadieron nuevas exigencias: control de la policía y de los ferrocarriles, cesión de treinta barcos de la Armada, desarme de los cañones de ciertos buques de guerra y de las baterías de la isla de Salamina y el permiso para ocupar Leros. El Gobierno de Lámpros aceptó el ultimátum del vicealmirante francés y se avino incluso a permitir el desembarco de trescientos infantes de marina en la capital; el país quedó dominado indirectamente por la Entente. Los infantes franceses también ocuparon el ayuntamiento de El Pireo y varios fuertes de la población. El rey se avino de retirar a parte de sus soldados de Tesalia y a reducir a la mitad el número de tropas, pero esto no bastó para evitar nuevas exigencias aliadas (20 de octubre): la retirada de las unidades que le eran fieles al Peloponeso y la entrega de casi todo el armamento. Un diputado francés de paso en Atenas camino de Salónica consiguió la aquiescencia del rey a estas exigencias y el permiso de reclutar tropas para el frente macedonio a cambio de la garantía de que los Aliados no se entrometerían en la política interior de los antiguos territorios griegos —los anteriores a las guerras balcánicas de 1912-1913—, respetarían la neutralidad de estos y no permitirían que el Gobierno venizelista interviniese en ellos. Sin embargo, unidades militares de los dos Gobiernos chocaron en Katerini el 4 de noviembre, cuando las tropas venizelistas trataron de penetrar en Tesalia; unidades francesas separaron a los contendientes. El avance venizelista disgustó a los Aliados, que vieron en él una amenaza al reciente pacto con Constantino.

#### Vísperas Griegas y desarme del Gobierno de Atenas
La Entente se decidió por fin en noviembre a reconocer el Gobierno de Venizelos e intentar deshacerse de Constantino. El Comité comenzó a reclutar tropas para respaldar a Venizelos, intensificándose la división en las fuerzas armadas entre partidarios y opositores de este, y aquellos que trataban infructuosamente de no tomar partido. La división política nacional se agudizó, convirtiéndose el rey en el jefe de la facción proalemana y rodeándose, como hizo Venizelos, de partidarios sin sombra de crítica. Los grupos de militares que formaban las «sociedades de epistratoi», agrupaciones paramilitares controladas por Metaxás, se utilizaron en la zona controlada por el Gobierno de Atenas para enfrentarse con las tropas de la Entente e intimidar a los adversarios políticos liberales.

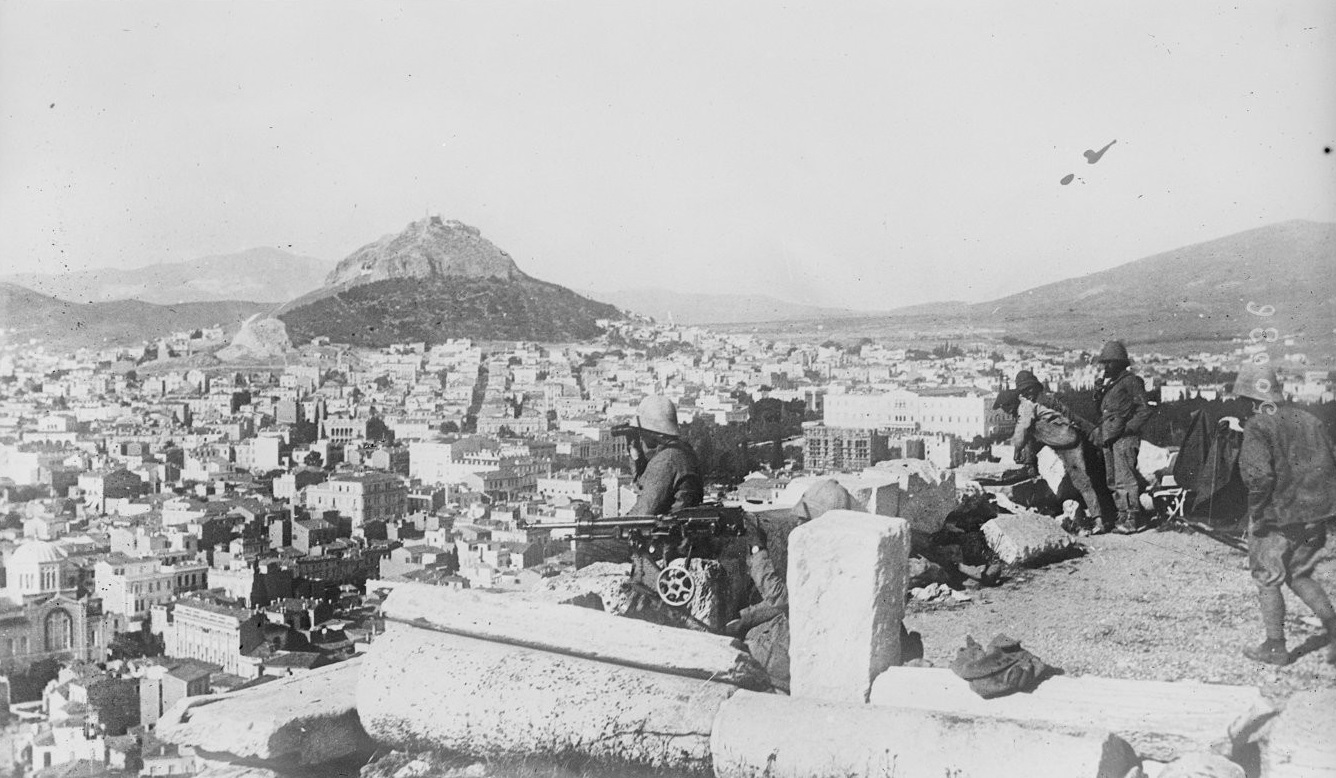
Artillería francesa en Atenas tras las Vísperas Griegas.

El almirante francés Du Fournet ocupó el arsenal ateniense el 8 de noviembre; el día 16 exigió en vano la entrega de una cantidad de armamento igual a la que habían obtenido los búlgaros de Grecia —como había prometido confidencialmente el rey al enviado especial francés a finales de octubre—, y la desmovilización del Ejército griego, amenazando con desembarcar en Atenas el 1 de diciembre si el Gobierno de Constantino no se avenía a ello. Tanto el embajador francés como el Gobierno parisino habían decidido soslayar el acuerdo con Constantino que había logrado el diputado Benazet el 7 de noviembre y limitarse a aplicar la parte que trataba del desarme. El almirante anunció su intención de entregar el armamento al ejército que se formaba en Macedonia, lo que suscitó la queja del rey el día 19. Ese mismo día, el almirante francés fijó un plazo de tres días para que los embajadores de los Imperio centrales abandonasen el país. Por su parte, los venizelistas se apoderaron de Hidra y amenazaron con desembarcar en El Pireo, donde contaban con las simpatías de parte de la población; estas acciones agudizaron la tensión en Atenas. El día 21 el Gobierno griego rechazó las reclamaciones aliadas; el 23 Du Fournet utilizó las tropas que había desembarcado para deportar a Suiza a los representantes diplomáticos de los Imperios centrales, pese a las protestas del Gobierno ateniense. El almirante repitió su exigencia al día siguiente, que Lámbros volvió a rechazar el 26 y finalmente el 30. Mientras, la capital estaba sumida en gran tensión: las bandas armadas realistas hostigaban a sus adversarios y los marinos franceses estaban casi asediados en el Záppeion.

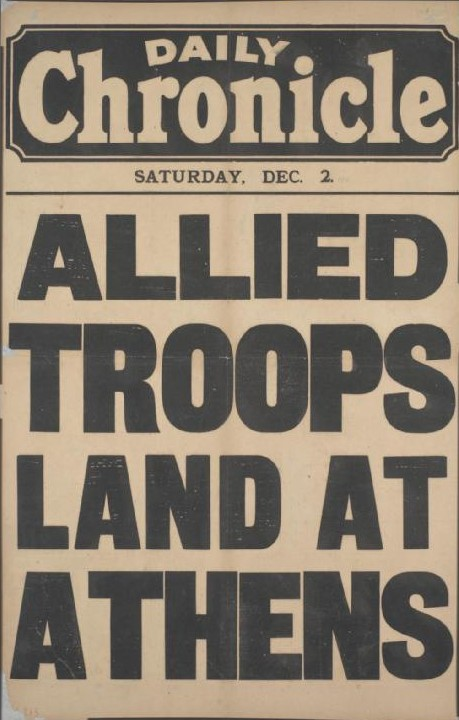
Portada de periódico británico en la que se anuncia el desembarco aliado en Atenas.

Metaxás planeaba evacuar a la familia real al Peloponeso y entrar en la guerra del lado alemán, cosa que el propio embajador alemán desaconsejó. El 1 de diciembre y sin esperar encontrar resistencia, Du Fournet desembarcó tres mil soldados para ocupar ciertos puntos estratégicos, que hallaron defendidos por los griegos. Metaxás y sus grupos armados se opusieron por la fuerza al desembarco aliado en la capital. Se sucedieron los choques con las tropas de la Entente en la capital, en la que Du Fournet creyó erróneamente que no habría resistencia, quedando en un momento cercadas unidades francesas en el Záppeion. Esa misma tarde se acordó una tregua y los soldados aliados evacuaron la ciudad por la noche, junto con los embajadores aliados, salvo el italiano, y los supervisores de correos, telégrafos y ferrocarriles. Los combates se saldaron con treinta muertos y cincuenta y cinco heridos griegos y sesenta muertos y ciento sesenta y siete heridos franceses. La capital quedó en manos de la turba a comienzos de diciembre, que atacó a los venizelistas, acusados de colaborar con los Aliados y de haber intentado alzarse contra el Gobierno.
Los combates sorprendieron a los Gobiernos de la Entente y endurecieron su actitud hacia el rey y sus ministros. El Gobierno rebelde de Venizelos declaró depuesto a Constantino y proclamó la guerra a Alemania y Bulgaria el 7 de diciembre. El bloqueo aliado del país se instauró al día siguiente. El 25 de diciembre, como parte de las medidas de hostigamiento de los partidarios de Venizelos, el arzobispo de Atenas proclamó un anatema contra este. Los Aliados fueron presentando una serie de ultimátums al Gobierno griego a lo largo de diciembre y enero, que trató de aceptarlos solo parcialmente, razón por la que se repitieron. Reclamaron el paso del Ejército al Peloponeso, el desarme de las bandas paramilitares y la liberación de los arrestados liberales, además de ciertos gestos el 31 de diciembre. Finalmente, el 13 de enero el Consejo de Ministros griego se avino a aceptar todas las condiciones de la Entente y comenzó a desbandar a los grupos de reservistas y a enviar a sus fuerzas al Peloponeso como se le exigía. Los partidarios del rey trataron entonces de establecer grandes bandas guerrilleras con apoyo militar y financiero alemán, pero, cuando los alemanes abandonaron el plan en febrero de 1917, este quedó reducido al mantenimiento de unas cuantas cuadrillas que actuaron en Epiro y Tesalia tras la retirada de las tropas fieles a Atenas. Los británicos propusieron levantar el bloqueo a comienzos de febrero, ya que perjudicaba gravemente a la población y ya se habían producido las primeras muertes por inanición, pero Francia deseaba mantenerlo como medida de presión al rey, hasta que cumpliese con el últimátum que había aceptado en enero. La situación seguía siendo muy tensa en la capital griega a mediados de febrero: el nuevo almirante francés, Gauchet, amenazó con bombardear la ciudad, dominada por las bandas armadas realistas.
Mientras, el Gobierno rebelde de Venizelos se mantenía con gran precariedad en el norte, dependiente de los subsidios aliados que escaseaban y que complicaban tanto el reclutamiento de tropas como el funcionamiento de la Administración y el abastecimiento de la población. Trató en vano de obtener el reconocimiento oficial de los Aliados tras los combates en Atenas en diciembre de 1916, pero la oposición rusa e italiana lo impidió. Francia y el Reino Unido, no obstante, enviaron representantes especiales a Salónica. La primera ayuda monetaria de importancia le llegó en abril de 1917 y mientras se sostuvo con enormes dificultades gracias a la cesión de fondos de Sarrail. Apenas pudo reunir unos diez mil soldados durante los primeros meses de existencia, incluso recurriendo al reclutamiento forzoso. Estos participaron, pese a todo, en la ofensiva aliada de la primavera de 1917, de escasos resultados. Hasta junio la situación financiera del Gobierno velizelista fue apurada. Al mismo tiempo, los Aliados fueron arrebatando al Gobierno ateniense algunas islas y entregándolas a la administración venizelista: primero Siros, luego el resto de la Cícladas y, entre febrero y mayo de 1917, Zante, Cefalonia, Corfú, Citera y Léucade.
Los combates, sin embargo, sonrieron a los Aliados: el 18 de septiembre de 1916 recuperaron Flórina y el 19 de noviembre, Monastir, que fue la primera ciudad serbia liberada de la ocupación enemiga.

#### Avances italianos en el noroeste
Los italianos continuaron avanzando en territorio griego fronterizo con Albania durante el invierno y la primavera de 1917, principalmente por motivos políticos, pero con justificación militar: el alto mando griego, con respaldo y financiación alemana, había empezado a constituir bandas armadas en Epiro para oponerse al control de la región por el Gobierno rebelde de Venizelos. Ocuparon el «triángulo de Pogoni» (Arinista-Kalivaki-Melissopetra) a mediados de febrero y en marzo alcanzaron Sagiada para impedir un avance franco-venicelista contra las bandas proalemanas. Los dos Gobiernos griegos solicitaron a la vez la retirada italiana. Italia proclamó la independencia albanesa bajo protección italiana el 3 de junio de 1917 alegando la necesidad de ganarse el apoyo de la población albanesa, avanzó a continuación por Epiro y ocupó Ioánina el 8 de junio. La toma de esta última la solicitó el Gobierno de Atenas, para evitar que cayese en manos de Venizelos. El Gobierno de este y las demás potencias aliadas vieron con aprensión la acción italiana, que contravenía el Tratado de Londres de 1915, pero ante la necesidad de mantener la cohesión de la coalición y la delicada situación del Gobierno italiano, moderaron su protesta. La acogida de albaneses y valacos de la zona a las tropas italianas, recibidas como liberadoras, inquietó a las autoridades griegas. Representantes de estas comunidades así como autoridades favorables al Gobierno de Atenas se opusieron a la evacuación italiana que poco después negociaban los Aliados. Sin embargo, el Gobierno italiano tuvo que aceptar un repliegue de sus unidades tras la evacuación francesa de Tesalia, Atenas y el canal de Corinto a mediados de agosto de 1917.

## El país en guerra

### Abdicación del rey y control de la Entente
El Reino Unido y Francia no se habían atrevido a derrocar a Constantino por la fuerza por el temor a la reacción estadounidense, pero, una vez que los Estados Unidos entraron en guerra en abril de 1917, aceleraron sus actividades para asegurar su expulsión. Temiéndolo, Constantino trató de mostrarse más conciliador y sustituyó a Lámpros por Zaimis; aunque en efecto el primero dimitió el 18 de abril a causa de la presentación de nuevas exigencias aliadas (el restablecimiento del control de la policía y las comunicaciones, abandonado hacía semanas) y le sustituyó Zaimis el 4 de mayo dispuesto a hacer grandes concesiones, el cambio no bastó para salvar el trono del soberano.

Situación del frente macedonio en septiembre de 1918, en vísperas de la Ofensiva del Vardar. El mapa muestra la disposición de las unidades de los Imperios centrales.

Un nuevo emisario francés llegó a Atenas el 6 de junio; al principio afirmó que su misión era asegurar el reparto de la importante cosecha tesalia entre los dos Gobiernos rivales. Seguidamente, marchó a Salónica a tratar los preparativos necesarios con Sarrail: este se encargaría de ocupar Tesalia para asegurar la posesión de la cosecha y, si fuese necesario, ocuparía el istmo de Corinto y El Pireo. Los franceses decidieron eliminar definitivamente a Constantino el 10 de junio pese a las desavenencias entre los Aliados. Tropas francesas ocuparon Tesalia esa misma noche con la aquiescencia del Gobierno ateniense; a la mañana siguiente, tomaron el control del istmo de Corinto. El emisario francés exigió la inmediata renuncia de Constantino el 11 de junio, amenazando con bombardear la capital. El consejo real que se reunió para tratar la cuestión se mostró dividido, pero finalmente primó el criterio de Zaimis, que aconsejó al rey acceder al ultimátum. Constantino decidió renunciar y ceder el trono a su segundogénito, Alejandro, pese a que la mayoría del Consejo Real le animó a resistir y que la medida era inconstitucional —el heredero era, por ley, el primogénito—. Ioannis Metaxás, muy cercano al rey, y la reina Sofía de Prusia le urgieron en vano a huir al Peloponeso y enfrentarse militarmente a la Entente. En consecuencia, el monarca se plegó a las exigencias aliadas y abdicó dos días más tarde. El Gobierno de Atenas ordenó no oponerse a las tropas de la Entente y la ocupación fue en general pacífica. Tropas francesas y rusas desembarcaron sin incidentes en Atenas el 12, cuando se conocía ya la intención de Constantino de abdicar. Constantino se retiró con el primogénito primero a Tatoi y el día 15 se embarcó en Oropo junto con el resto de la familia real con rumbo a Italia, para pasar luego a Suiza.

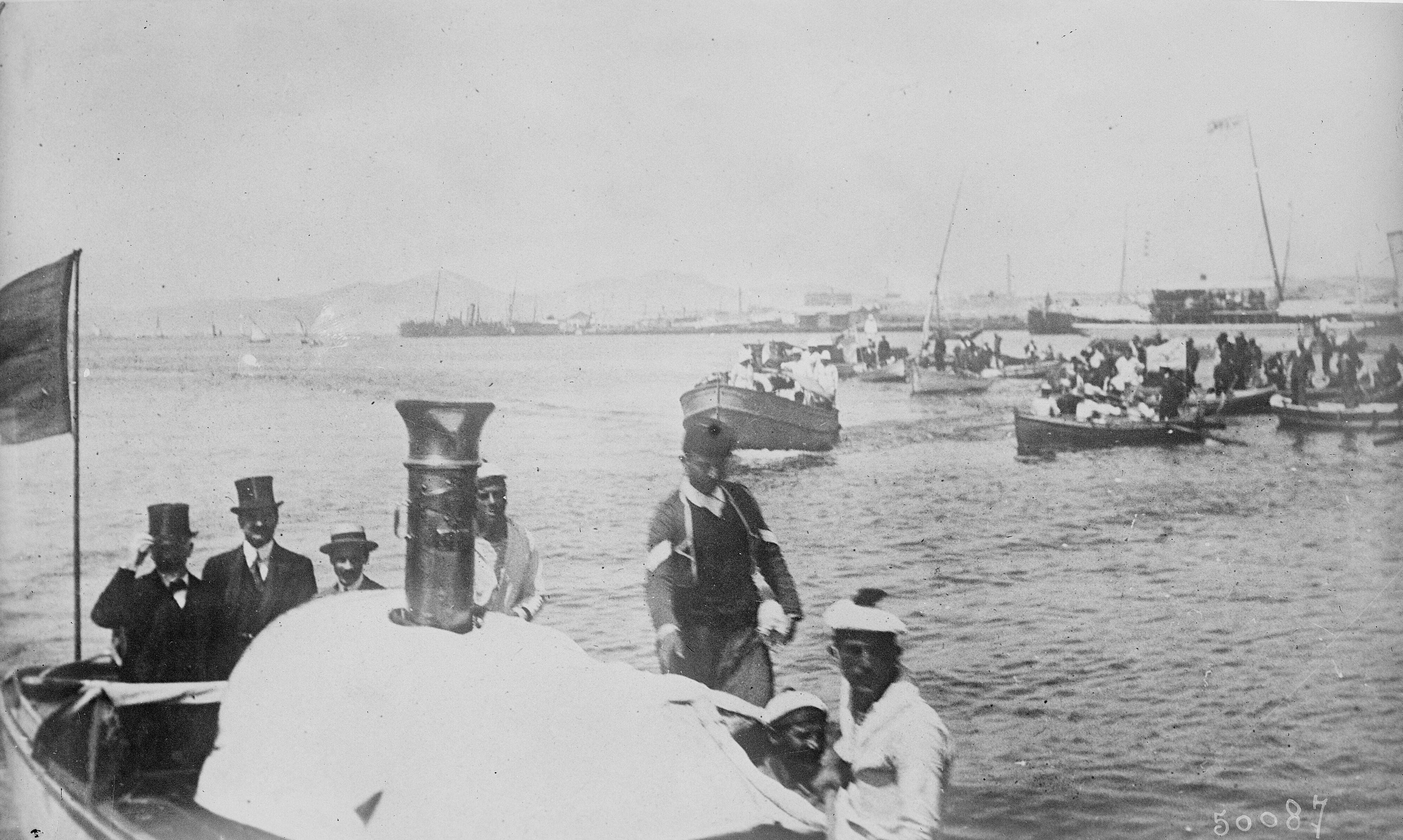
Regreso de Eleftherios Venizelos a Atenas el 27 de junio de 1917, tras la marcha al exilio de Constantino.

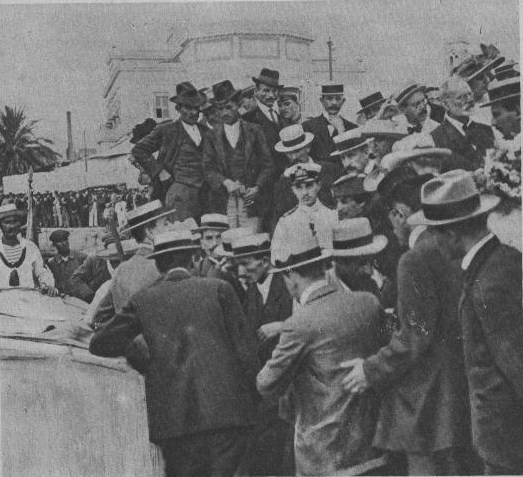
Deportación de Goúnaris y Metaxás.

Pese a las promesas de la Entente de no tomar represalias contra los partidarios del rey depuesto, pocos días después deportó a Córcega a unos treinta de los políticos y militares más proalemanes, entre ellos Stréit, Metaxás o Goúnaris. Se permitió a otro centenar permanecer en Grecia, pero bajo vigilancia. Los Aliados suspendieron el bloqueo. Las negociaciones para formar un gabinete de coalición entre Zaimis y los venizelistas fracasaron; el primer ministro renunció el 24 de junio y el Alejandro encargó la formación de un nuevo Gobierno a Venizelos. Las manifestaciones contrarias a esta acción hicieron que franceses y rusos desplegasen tropas en la capital para permitir el regreso de Venizelos, que tomó posesión de la Presidencia del Gobierno el 28 del mes. Enseguida declaró la guerra a los Imperios Centrales, el día 28. Pese a la reunificación oficial del país, este seguía muy dividido políticamente.
Venizelos reclutó un nuevo ejército de treinta mil hombres, la mayoría cretenses y fieles a su persona, y formó un nuevo gabinete en junio, claramente favorable a la Entente. Él y sus partidarios pasaron a controlar la política nacional hasta noviembre de 1920, exiliando a sus principales adversarios. El régimen inconstitucional de Constantino dio paso a la dictadura efectiva de Venizelos. Se volvió a convocar el Parlamento elegido en junio de 1915. Venizelos gobernó bajo la ley marcial, despidiendo a cientos de opositores y sospechosos de simpatías hacia el monarca derrocado, pasando al retiro a más de mil quinientos oficiales hostiles y encarcelando o deportando a algunas figuras políticas opositoras. La prohibición constitucional de destituir a los jueces también fue también conculcada por decreto real, por decisión gubernamental. Tanto jueces como autoridades eclesiásticas, así como los prefectos provinciales y otros funcionarios, fueron sustituidos por afectos a los liberales. Por otro lado, Venizelos obtuvo la devolución de territorios ocupados por los Aliados como Tasos y Mitilene y el Epiro del norte —pese a la gran renuencia a retirarse de Italia—, de armamento como los torpederos y del arsenal de Salamina.
La entrada en la contienda no era popular y la movilización, proclamada el 11 de febrero de 1918, se encontró con el descontento de la población, pese al prestigio de Venizelos. La inseguridad del Gobierno no impidió que la respuesta a las levas fuese mejor de lo esperado, si bien dificultada por la escasez de material y armamento. Las diversas complicaciones retrasaron la formación de las nueve divisiones previstas, que no estuvieron listas hasta septiembre de 1918. Las declaraciones sobre los objetivos de guerra de los Aliados de finales de 1917 y comienzos de 1918, entre ellas los «catorce puntos» del presidente estadounidense Wilson, fueron mal recibidas en Grecia al no mencionar las ambiciones territoriales del Gobierno. Los objetivos declarados permitían, en principio, alcanzar una paz separada con Bulgaria o el Imperio otomano, posibilidad muy temida por Venizelos. Tres divisiones griegas participaron en la nueva ofensiva aliada de primavera en el frente macedonio en 1918, llevada a cabo para estorbar el traslado de unidades alemanas al frente occidental, donde el alto mando germano había emprendido la ofensiva de primavera. Su número había crecido hasta las diez a mediados de año; había entonces en Macedonia más de doscientos cincuenta mil soldados griegos.
Los costes de la guerra fueron muy altos. La tensión greco-otomana de la primavera de 1914, la movilización general entre el otoño de 1915 y el verano de 1916 (contra Bulgaria) y la parcial en los territorios bajo control venicelista desde entonces habían hecho que el gasto militar durante el periodo supuestamente de neutralidad sobrepasase los 757 millones de dracmas. La inflación cuadriplicó los precios entre 1914 y 1918. El bloqueo aliado hasta la toma del poder por Venizelos empeoró intensamente la situación, que era desesperada cuando volvió a presidir el Gobierno de Atenas. Venizelos solicitó ayuda financiera a los Aliados nada más hacerse con el poder para sufragar el gran costo de reclutar doce divisiones. Francia adelantó cincuenta millones de francos en agosto de 1917. Las potencias se avinieron por fin a conceder grandes créditos a Atenas en octubre de 1917, mientras Venizelos se hallaba de gira por Europa occidental; a cambio de setecientos cincuenta millones de francos, Grecia se comprometió a reclutar trescientos mil soldados para combatir en el frente macedonio.

### Ofensiva en Macedonia y derrota búlgara

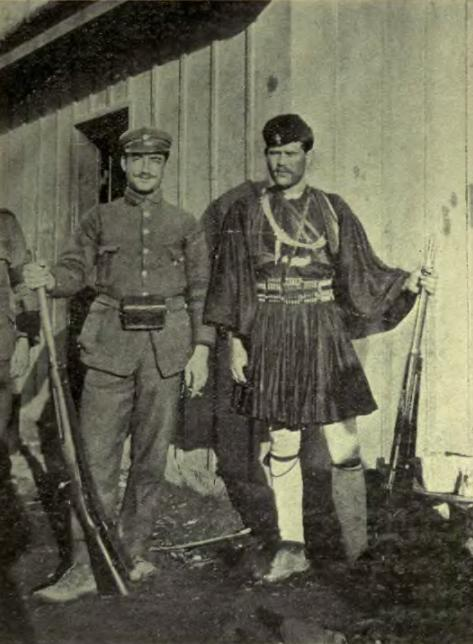
Soldados griego y grecoalbanés en el frente macedonio. La Entente solo logró quebrar las líneas enemigas en el otoño de 1918.

La entrada en guerra de Grecia no produjo una mudanza inmediata en el frente macedonio. La situación militar no cambió hasta septiembre de 1918, cuando el jefe militar francés del sector, el mariscal Franchet d'Esperey, nombrado el 9 de junio, logró romper las líneas enemigas al mando de dieciocho divisiones de diverso origen (nueve griegas, ocho francesas, seis serbias, cuatro británicas y una italiana). Los búlgaros contaban con un número similar de tropas, pero estaban en inferioridad aérea y su moral era muy baja. Las malas cosechas habían causado el desabastecimiento de la población búlgara, lo que fomentó el disgusto entre las tropas que, además, habían llegado a odiar a sus aliados alemanes, a los que veían como privilegiados. Se habían producido numerosas deserciones en el verano de 1918 que no pudieron ser atajadas.
Las divisiones griegas quedaron dispuestas de la siguiente manera para la gran ofensiva de otoño: una en Flórina, otra a lo largo del Crna, cinco en el sector de Doiran y el resto en defensa del Estrimón. El ataque comenzó el 15 de septiembre de 1918; el Ejército serbio y una división francesa iban en vanguardia, atravesaron tres líneas enemigas en la orilla oeste del Vardar y rechazaron a los refuerzos alemanes enviados para auxiliar a las unidades búlgaras. Los británicos y franceses acometieron al este de la línea tres días más tarde y consiguieron tomarla tras duros combates. Unidades británicas y dos divisiones griegas asaltaron el sector del lago Doiran ese mismo día, donde el enemigo pudo sostenerse temporalmente, si bien con grandes dificultades; finalmente tuvo que retirarse ante el avance franco-serbio más al oeste. Otras unidades francesas y griegas tomaron las posiciones de la 3.ª División búlgara en el monte Gena (Kožuf) y el Primer Cuerpo de Ejército griego, compuesto por tres divisiones, embistió al enemigo en el sector del Estrimón. Unidades francesas, griegas e italianas desencadenaron otra ofensiva más al oeste el 21 de septiembre, en los alrededores de Bitola. Para entonces la retirada germano-búlgara era total, con grandes pérdidas. Los serbios avanzaban ya hacia Skopie y los griegos hacia Serres y el Estrimón al día siguiente. Previendo una rápida derrota y deseando evitar la invasión de su territorio, los búlgaros se apresuraron a negociar un armisticio, que se rubricó el 29 de septiembre, mismo día en que los Aliados entraron en Skopie. Los otomanos hicieron lo propio el 30 de octubre, ante el progreso enemigo por Tracia. Los mandos alemanes y austrohúngaros recomendaron el armisticio (Hindenburg y Erich Ludendorff al Gobierno alemán el 3 de octubre), puesto que carecían de reservas para cubrir el hueco dejado por las unidades búlgaras.

## Fin de la contienda mundial y continuación de la guerra en el este

### Tratados de paz y continuación de la guerra

Cambios territoriales por el Tratado de Neuilly-sur-Seine: Grecia obtuvo la Tracia occidental búlgara.

La Conferencia de Paz de París empezó en enero de 1919; Venizelos encabezó la delegación griega, que reclamó la cesión de Tracia, el Epiro septentrional, Esmirna y la costa aledaña y el Dodecaneso.
Grecia recibió la costa tracia en virtud del Tratado de Neuilly-sur-Seine entre los Aliados y Bulgaria (27 de noviembre de 1919), privando a esta de salida al Egeo. Obtuvo el permiso del Consejo Supremo Aliado para ocupar también la Tracia Oriental en marzo del año siguiente, tras una rebelión de la población musulmana de la región.
Del Tratado de Sèvres con el Imperio otomano (10 de agosto de 1920) obtuvo las islas de Imbros y Tenedos, en el norte del Egeo, casi toda Tracia salvo Constantinopla y sus alrededores y el derecho a ocupar la región de Esmirna, con cerca de ochocientas mil personas de lengua griega. De estos territorios Grecia solo logró conservar parte de Tracia.

### La guerra contra Turquía y sus consecuencias
Tras la derrota de los Imperios Centrales, Venizelos, firme partidario del expansionismo griego de la Megali idea, decidió aprovechar la derrota otomana para adueñarse de parte de Asia Menor, que contaba con población de cultura griega. Las potencias de la Entente, escasas de tropas, vieron al comienzo con buenos ojos el ofrecimiento de soldados del primer ministro griego. Por consiguiente, tropas griegas desembarcaron en Anatolia con apoyo de la Entente a mediados de mayo de 1919.
| Derrota de Venizelos, elecciones de noviembre de 1920 (votos en miles) |
|                                                                        |
| Liberales (Venizelos) Monárquicos                                      |

El Gobierno otomano había sometido a persecución a la minoría de cultura griega del imperio, como a otras, durante la guerra mundial. Las protestas de Grecia y las peticiones de Alemania no habían servido para acabar con ella. Miles de refugiados habían llegado sin medios de subsistencia a territorio griego desde Tracia y Asia Menor; otros habían sido deportados al centro de Anatolia, y algunos habían sido asesinados. En Tracia Oriental, el jefe de la guarnición de Adrianópolis había recibido órdenes de expulsar a la población griega, a la que sustituiría población musulmana venida desde Anatolia; la deportación se realizó con brutalidad. Los Aliados permitieron al Gobierno griego apoderarse de Tracia y de Bitinia en mayo de 1920.
Venizelos, llevando personalmente las negociaciones, obtuvo del Gobierno otomano las concesiones estipuladas en el Tratado de Sèvres del verano de 1920. Entre ellas Grecia recibía el derecho de ocupar la región de Esmirna durante cinco años; transcurridos estos, se celebraría una votación sobre el destino del territorio. Para ganarse el favor de las potencias en las negociaciones, dos divisiones griegas habían participado en las operaciones contra el Gobierno bolchevique en Rusia.
Venizelos convocó elecciones para noviembre de 1920 a su vuelta tras la firma del tratado con el Imperio; había estado ausente del país casi dos años. Convencido de que las ganancias territoriales garantizarían su victoria, subestimó a la oposición, crecida por los acontecimientos de la guerra, las penurias y el cansancio por la continuidad de los combates y las necesidades de mantener en armas un ejército de trescientos mil hombres para asegurar el cumplimiento de los tratados de paz. A esta situación, se añadió la delicada cuestión de la sucesión al trono cuando el rey Alejandro murió accidentalmente el 25 de octubre de 1919 por la mordedura de un mono. Se presentó la posibilidad de la vuelta del rey Constantino, ya que el hermano más joven de Alejandro se negó a aceptar el cargo. Las elecciones fueron un duro golpe para Venizelos, que salió derrotado ante los candidatos monárquicos. Contaba con ciento dieciocho escaños de los trescientos setenta del Parlamento, por lo que no pudo formar un Gobierno con mayoría; dimitió y abandonó enseguida el país. Un plebiscito permitió el regreso de Constantino por amplia mayoría en diciembre, pese a la oposición del Reino Unido, Francia e Italia. El nuevo Gobierno hubo de enfrentarse al dilema de qué hacer con la campaña militar en Asia Menor. La situación internacional era desfavorable a un avance griego hacia Ankara y los turcos habían comenzado a recibir ayuda de los soviéticos. El Consejo de Ministros ordenó finalmente el avance de cien mil hombres hacia la capital del Gobierno nacionalista de Mustafá Kemal a finales de marzo de 1921 suponiendo que aún contaba con el apoyo del Gobierno británico y temeroso de las consecuencias de una retirada para la población griega. El objetivo de la maniobra era rodear y destruir el grueso del Ejército turco que, sin embargo, optó por retirarse, alargando con ello las líneas de abastecimiento griegas. El nuevo Gobierno griego no pudo contar con el respaldo francés ni italiano, y apenas con el teórico británico, y no recibió préstamo alguno. Las tres naciones aliadas se declararon neutrales en el conflicto greco-turco en abril de 1921, pero Francia e Italia vendieron armas a los nacionalistas turcos de Mustafá Kemal. El Gobierno griego rehusó el ofrecimiento de las tres potencias de mediar en el conflicto.
La marcha de los griegos se detuvo en los durísimos combates de la batalla de Sakarya, que empezaron en julio de 1921. Estos cesaron el 5 de septiembre y a continuación comenzó la retirada griega hacia el Egeo. El Ejército turco, muy debilitado, no pudo aprovechar la ventaja militar inmediatamente. Solamente un año después, en agosto de 1922, pasó al ataque. Su avance fue veloz y en dos semanas entró en Esmirna, sembrando el desorden en la evacuación militar griega. Parte de la población de la ciudad huyó a las islas, controladas todavía por Grecia, mientras que otros treinta mil habitantes perecieron a manos de los conquistadores. Un gran incendio arrasó la ciudad, que solo conservó los barrios turco y judío.
Algunas de las unidades evacuadas constituyeron un «comité revolucionario» y exigieron la inmediata renuncia del Gobierno y la abdicación del rey, que lograron instantáneamente (27 de septiembre); Constantino volvió a partir al exilio, en el que murió en enero del año siguiente. El nuevo Gobierno controlado por los rebeldes juzgó a los que consideraba mayores responsables de la derrota, que fueron ajusticiados (2 de diciembre) tras un juicio controvertido que añadió tensión entre los dos bandos enfrentados en el «cisma nacional» y disgustó profundamente a la Entente —el Reino Unido rompió las relaciones diplomáticas—.
Grecia perdió Tracia oriental y Esmirna en virtud del Tratado de Lausana, que sustituyó al de Sèvres. La frontera greco-turca se fijó en el río Maritsa. Además se acordó un intercambio forzoso de poblaciones que hizo que alrededor de un millón trescientas mil personas pasasen a Grecia mientras que trescientos ochenta mil musulmanes marchaban a Turquía. Unos cien mil griegos pudieron permanecer en Estambul y un número similar de turcos quedaron en Tracia. El tratado marcó casi las fronteras definitivas del país (solo obtuvo luego el Dodecaneso, en 1947), que comenzó el período de entreguerras propiamente dicho en una grave situación social, con casi medio millón de refugiados —un quinto de la población nacional— en la miseria y todavía políticamente dividido entre venizelistas y antivenizelistas.

## Consecuencias
La larga guerra, que sólo acabó para Grecia en 1923, tuvo importantes consecuencias para el periodo de entreguerras. El enfrentamiento entre venicelistas y antivenicelistas, convertido en ocasiones en desacuerdos sobre el modelo de Estado (república o monarquía), marcó gran parte del periodo político de entreguerras. El asentamiento del enorme número de refugiados cambió definitivamente la composición lingüística del país y supuso una gran carga para la economía. Los enfrentamientos con los países vecinos durante la contienda también dificultaron las relaciones internacionales de Grecia en la posguerra, hasta finales de los años 1920.